# Збірна Італії з футболу
Збірна Італії з футболу (італ. Nazionale di calcio dell'Italia) — національна збірна команда, що представляє Італію на міжнародних змаганнях з футболу. Підпорядковується Італійській федерації футболу.
Станом на 3 квітня 2025 посідає 9-e місце у рейтингу футбольних збірних світу.
Одна з найтитулованіших чоловічих збірних світового футболу, чотириразовий чемпіон світу (1934, 1938, 1982 та 2006), дворазовий чемпіон Європи (1968 та 2020), олімпійський чемпіон (1936), а також дворазовий володар Кубка Центральної Європи (розіграші 1927–1930 та 1933–1935).
Широко відома за своєю неофіційною назвою — лазурова команда (італ. Squadra Azzurra, сквадра адзурра), отриманою завдяки лазуровому кольору ігрової форми, яким, у свою чергу, національна збірна Італії завдячує геральдичним традиціям Савойської династії. Свої перші матчі збірна провела саме в епоху Королівства Італія, в якому правила ця династія, і вже понад сто років основним кольором її ігрової форми є саме савойський лазуровий.

## Історія національної збірної

### Заснування і перші тріумфи

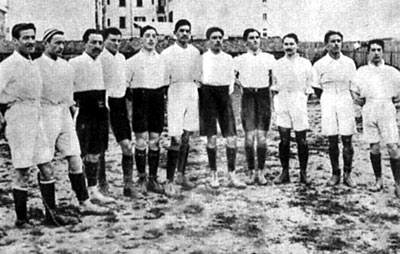
Гравці збірної Італії перед її першим в історії матчем, 15 травня 1910 року.

З моменту появи футболу на теренах Італії у 1880-х роках довгий час у країні існував виключно клубний футбол. Між тим у світі все більшої популярності набували футбольні змагання на рівні національних збірних — вже 1900 року на других Олімпійських іграх сучасності було проведено показовий футбольний турнір, а за вісім років цей вид спорту було офіційно включено до програми Літніх Олімпійських ігор.
Тож 1910 року Італійською федерацією футболу було ухвалено рішення про заснування національної збірної команди країни, і 15 травня того ж року відбувся перший в історії офіційний матч цієї команди. На стадіоні в Мілані італійці приймали збірну команду Франції і, незважаючи на відсутність в їх лавах представників найсильнішої на той час італійської команди «Про Верчеллі», впевнено перемогли з рахунком 6:2.
За два роки італійська збірна взяла участь у своєму першому міжнародному турнірі, яким стали футбольні змагання на V Літніх Олімпійських іграх у Стокгольмі. Команда, тренерський штаб якої очолював 26-річний футбольний ентузіаст Вітторіо Поццо, поступилася з рахунком 2:3 збірній Фінляндії і вибула з боротьби за нагороди вже на першій стадії турніру.
Перші нагороди представницького міжнародного змагання гравці збірної Італії здобули лише за 16 років, виборовши бронзові медалі на Літніх Олімпійських іграх 1928 року в Амстердамі. Того ж року конгрес Міжнародної футбольної асоціації ухвалив рішення про започаткування окремого змагання для національних футбольних збірних, чемпіонату світу з футболу. Перший розіграш цього турніру було призначено на 1930 рік, місцем його проведення було обрано Уругвай, південноамериканську країну, чия національна збірна виходила переможцем футбольних змагань на двох останніх на той час Олімпіадах. З огляду на необхідність здійснення тривалої та фінансово обтяжливої трансатлантичної подорожі збірна Італії, як і більшість європейських футбольних збірних, була змушена відхилити запрошення взяти участь у першому світовому футбольному чемпіонаті.
За чотири роки, у 1934, участь у другому чемпіонаті світу з футболу вже не вимагала від італійців тривалих переїздів — рішенням виконавчого комітету ФІФА саме їх батьківщину було обрано місцем проведення фінального турніру мундіалю. За підтримки домашніх трибун збірна Італії не без складнощів подолала турнірну дистанцію і дійшла до фіналу, де у напруженій боротьбі взяла гору над збірною Чехословаччини завдяки голу, забитому Анджело Ск'явіо у додатковий час зустрічі, який довів її рахунок до 2:1 на користь його команди. Таким чином дебют італійців на чемпіонатах світу завершився першим для них титулом найсильнішої футбольної збірної світу.

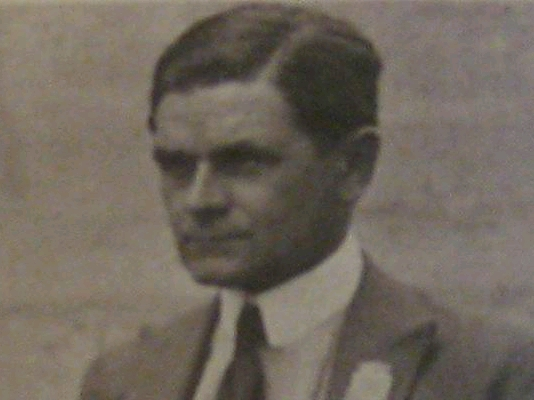
Вітторіо Поццо, перший одноосібний головний тренер збірної Італії з футболу.

1936 року національна збірна Італії була учасником XI Олімпійських ігор, що проходили у Берліні. Оскільки на той час необхідною умовою участі спортсмена в Олімпійських іграх був його аматорських статус, а в італійському футболі перші форми професійного футболу почали з'являтися вже у другій половині 1920-х, збірна Італії на цьому турнірі мала досить експериментальний склад. У ньому практично не було представників провідних італійських клубів, натомість більшість гравців збірної, середній вік яких становив 21 рік, були університетськими студентами без досвіду міжнародних змагань. Тим ціннішим стало олімпійське «золото», завойоване цією командою, результати якої відносяться до статистики виступів і досягнень головної національної команди Італії.
Виступи на мундіалі 1938 року, фінальна частина якого проходила у Франції, збірна Італії розпочинала як чинний чемпіон світу. Втім вже на стадії 1/8 фіналу італійці стикнулися з досить потужним спротивом з боку збірної Норвегії, який їм вдалося подолати лише у додатковий час. У чвертьфінальному і півфінальному матчах були обіграні відповідно господарі чемпіонату і єдиний представник Південної Америки на світовому форумі — збірна Бразилії. Суперниками «скуадри адзурри» у фінальному матчі стали угорці, яких було обіграно з рахунком 4:2 (дублями у складі збірної Італії відзначилися Сільвіо Піола та Джино Колауссі). Таким чином італійці захистили титул найсильнішої збірної планети і стали першими в історії футболу дворазовими чемпіонами світу. Багаторічний очільник тренерського штабу команди Вітторіо Поццо також здобув свій другий трофей світової першості і донині лишається єдиним тренером, якому вдалося двічі стати володарем Кубка світу з футболу.
Збірна Італії також була постійним учасником започаткованого 1927 року регіонального футбольного турніру, відомого як Кубок Центральної Європи з футболу, участь у якому, крім італійців, брали збірні команди Австрії, Угорщини, Чехословаччини та Швейцарії. У довоєнний період відбулося три розіграші цього змагання, кожний з яких тривав декілька років і основна боротьба у яких точилося між найкращими футболістами Італії та Австрії. У двох випадках, в розіграшах 1927—1930 років та 1933—1935 років володарями трофею ставали саме італійці, за результатами розіграшу Кубка Центральної Європи 1931—1932 років, вони пропустили австрійців уперед і задовольнилися другим місцем.

### Перші повоєнні десятиріччя
1939 року почалася Друга світова війна, яка перервала проведення регулярних міжнародних футбольних турнірів. Першим таким змаганням повоєнного періоду став футбольний турнір на Олімпіаді-1948 у Лондоні, де складена з аматорів італійська команда, яка лише номінально може вважатися національною збірною, вибула з боротьби на стадії чвертьфіналів.
Першому повоєнному розіграшу Кубка світу у 1950 передувала резонансна трагедія — 4 травня 1949 року в авіакатастрофі на Суперзі загинули усі основні гравці футбольного клубу «Торіно», базової команди італійської збірної, що на той час чотири рази поспіль вигравала футбольну першість країни. Тож кольори італійської збірної на світовій першості 1950 року захищали гравці, що практично не мали досвіду виступів у складі національної команди. У фінальній частині чемпіонату італійці потрапили до групи з трьох команд і поразка у першому матчі турніру від збірної Швеції виявилася фатальною, чинні на той час чемпіони світу припинили виступи на турнірі вже на груповій стадії.
Невдача на світовій першості 1950 року стала лише початком тривалого спаду у турнірних результатах збірної Італії. «Лазурові» не змогли подолати групову стадію на чемпіонатах світу 1954, 1962 та 1966 років, фінальна частина чемпіонату світу 1958 взагалі пройшла без їх участі, оскільки італійцям не вдалося кваліфікуватися до участі у ньому.
Історія футбольних чемпіонатів Європи також розпочалася без участі італійської збірної. Футбольна федерація країни відмовилася від участі команди у першому розіграші цього турніру, який відбувся у 1960 році. За чотири роки, у 1964, збірна Італії також не брала участі у фінальній частині континентальної першості, участь у якій за тогочасним регламентом брали лише чотири команди, цього разу не подолавши кваліфікаційний турнір.

### Перемоги і поразки Ферруччо Валькареджі (1966—1974)

Джачінто Факкетті — капітан збірної у 1966—1977 роках.

Однак вже третій чемпіонат Європи, проведений 1968 року, ознаменував повернення Італії до світової футбольної еліти. Після невдалого виступу команди на мундіалі-66 футбольна федерація змінила тренерський штаб збірної. Очолити його був запрошений Ферруччо Валькареджі, 47-річний спеціаліст, який вже встиг попрацювати на чолі команд таких клубів як «Аталанта» та «Фіорентина».
Новий головний тренер не став робити революційних змін у національній команді, залишивши її «кістяк», що складався з таких молодих, але вже досить досвідчених футболістів, як Сандро Маццола, Джанні Рівера та Джачінто Факкетті, незмінним. Очолювана Валькареджі команда впевнено подолала відбірковий турнір до Євро-68, втративши лише одне очко у шістьох матчах групового етапу та обігравши у матчах плей-оф збірну Болгарії. Фінальну частину континентальної першості, участь у якій брали чотири збірних, що подолали кваліфікаційний етап, було вирішено провести в Італії. Тож, за аналогією з чемпіонатом світу 1934 року, свій перший фінальний турнір і цього міжнародного змагання італійці проводили на своїх полях. На цьому аналогії з мундіалем-34 не завершилися, як і 34-ма роками раніше, на Євро-68 італійці вийшли переможцями домашнього турніру. У півфінальній грі проти збірної СРСР жодна з команд не змогла забити бодай один гол ані в основний, ані у додатковий час. За дійсним на тоді регламентом переможця протистояння було визначено киданням монети, за результатами цієї процедури до фіналу вийшли італійці. Перша фінальна гра проти збірної Югославії знову закінчилася унічию (1:1), і було призначено повторний матч, сильнішими в якому з рахунком 2:0 виявилися господарі турніру.
Тріумф національної команди на континентальній першості дав привід італійським футбольним вболівальникам з оптимізмом очікувати на наступну світову першість, яка проводилася 1970 року у Мексиці. І команда Валькареджі не розчарувала своїх прихильників. Італійці досить легко отримали путівку у фінальну частину змагання, здолавши суперників по кваліфікаційній групі, збірні Східної Німеччини та Уельсу. Безпосередньо на футбольних полях Мексики старт збірної Італії був невпевненим — перші дві гри у своїй другій групі вона завершила нульовими нічиїми і вийшла до наступної стадії турніру з першого місця у групі лише завдяки мінімальній перемозі 1:0 над збірною Швеції. Однак вже починаючи зі стадії чвертьфіналів італійці, що за три матчі групового етапу лише одного разу засмутили воротаря суперників, почали демонструвати значно ефективніший атакувальний футбол. Спочатку, в матчі чвертьфіналу з рахунком 4:1 було обіграно господарів турніру, мексиканців. Наступний півфінальний матч проти збірної ФРН через свій драматизм отримав назву «матч сторіччя» (італ. Partita del Secolo; нім. Jahrhundertspiel). Після швидкого голу в дебюті двобою італійці більшу частину матчу вели у рахунку, однак вже у доданий арбітром до другого тайму час німцям вдалося його зрівняти і перевести гру в овертайм. У ці додаткові півгодини команди встигли ще п'ять разів відзначитися голами, на дубль Герда Мюллера італійці відповіли трьома м'ячами, останній з яких, забитий Джанні Ріверою, виявився переможним. Таким чином збірна Італії уперше за останні 32 роки стала учасником фінального матчу світової першості. У цьому матчі їх суперником стала збірна Бразилії, яка незмінно виходила переможцем в усіх своїх попередніх матчах турніру. Італійці, фізично та емоційно виснажені півфінальною грою, також не змогли скласти достойну конкуренцію Пеле та його товаришам по команді і програли з рахунком 1:4.
За два роки, у 1972 році срібні призери світової першості не змогли подолати кваліфікаційний турнір до тогорічного чемпіонату Європи. Останнім великим турніром для покоління гравців збірної Італії, що ставали континентальними чемпіонами у 1968 та віце-чемпіонами світу у 1970 році, став чемпіонат світу 1974 року. На цьому турнірі команда припинила виступи вже на першому груповому етапі після програшу збірній Польщі та нічиєї у матчі зі збірною Аргентини. Цей провал ознаменував кінець кар'єри у збірній не лише для низки вікових гравців, але й для її багаторічного керманича Ферруччо Валькареджі.

### Епоха Енцо Беардзота (1975—1986)

Гравці збірної Італії, включаючи вісьмох представників «Ювентуса», перед грою групового етапу ЧС-1978.

Наступне десятиріччя в історії італійської футбольної збірної нерозривно пов'язане з ім'ям Енцо Беардзота, тренера, який у першій половині 1970-х працював з молодіжною збірною Італії та був помічником Валькареджі у тренерському штабі основної збірної країни, а 1975 року був призначений її головним тренером. Новий наставник почав будівництво оновленої збірної, долучаючи до її лав нових виконавців. Головну ставку було зроблено на представників туринського «Ювентуса», команди, що протягом 1970-х практично не опускалася у підсумковій турнірній таблиці Серії A нижче другого місця.
Італійцям під керівництвом Беардзота не вдалося кваліфікуватися до фінальної частини чемпіонату Європи 1976 року, однак вже за два роки, у 1978, вони отримали путівку до фінальної частини світової першості, обійшовши у кваліфікаційному турнірі за кращою різницею м'ячів збірну Англії. На першому груповому етапі чемпіонату світу «лазурові» здолали усіх трьох суперників, включаючи господарів фінального турніру та його майбутніх переможців, збірну Аргентини. За регламентом змагання замість стадій чвертьфіналів і півфіналів проводився другий груповий турнір, на етапі якого італійці програли очну зустріч збірній Нідерландів і, зайнявши друге місце у групі, не потрапили до фіналу. Натомість команда стала учасником гри за третє місце, у якій чергового разу поступилася своїм кривдникам у фіналі світової першості восьмирічної давнини, бразильцям, зайнявши таким чином підсумкове четверте місце.
1980 року відбувся черговий чемпіонат Європи, до фінальної частини якого італійці потрапили без проходження кваліфікаційного раунду. З цього розіграшу континентальної першості кількість учасників її фінальної частини було збільшено з чотирьох до восьми, а країна-господар турніру визначалася заздалегідь. Приймати Євро-80 було обрано Італію, тож її збірна потрапила до фінального турніру автоматично як команда-господар. На стадії групового етапу змагання італійці мінімально, з рахунком 1:0, обіграли збірну Англії, їх матчі проти збірних Іспанії та Бельгії попри велику кількість гольових моментів закінчилися нульовими нічиїми. У результаті дві команди, італійці та бельгійці, мали однакову кількість очок (по 4) та однакову різницю забитих і пропущених голів (+1). За таких умов для визначення місць команд у групі враховувалася кількість забитих голів і за цим показником (3 проти 1) до фіналу змагання потрапила збірна Бельгії. Натомість господарі турніру зайняли другий рядок у підсумковій турнірній таблиці своєї групи і змушені були задовольнитися грою за третє місце. У цьому поєдинку проти команди Чехословаччини, що проходив у Неаполі, основний час закінчився нічиєю 1:1, і переможця було визначено у серії післяматчевих пенальті. У цій футбольній лотереї, в якій кожна з команд встигла виконати по дев'ять спроб, вправнішими виявилися чехословаки, їх воротар урешті-решт відбив удар італійського захисника Фульвіо Колловаті і залишив господарів турніру навіть без бронзових нагород.

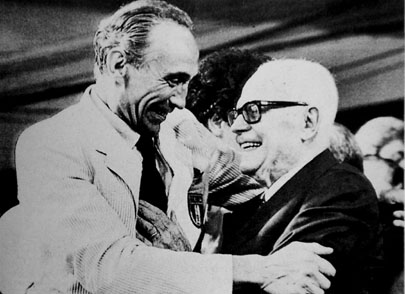
Тренер збірної Енцо Беардзот (ліворуч) та Президент Італійської Республіки Сандро Пертіні святкують перемогу на ЧС-1982.

Однак вже за два роки, на чемпіонаті світу 1982 в Іспанії, збірна Беардзота повністю реабілітувалася за невдалі виступи на домашніх футбольних полях європейської першості. Початок турнірної ходи італійців на цьому мундіалі виявився невпевненим. На груповому етапі команда потрапила до досить нескладної першої групи, в якій, утім, не змогла виграти жодної гри — матчі проти усіх суперників, збірних Польщі, Перу та Камеруну, були зведені унічию. Набраних таким чином трьох очок все ж вистачило аби обійти за додатковими показниками африканців та продовжити боротьбу, посівши друге місце у групі. Стадія чвертьфіналів також проводилася у формі групового міні-турніру. На цьому етапі збірній Італії дісталися у суперники дві південноамериканські команди — чинні володарі Кубка світу аргентинці та триразові на той час світові чемпіони бразильці. Після невпевненого старту чемпіонату гра італійців на цьому етапі проти двох чи не головних фаворитів турніру стала приємним сюрпризом для їх шанувальників. Спочатку з рахунком 2:1 було обіграно чинних чемпіонів світу, а згодом хет-трик нападника «Ювентуса» Паоло Россі приніс «лазуровим» перемогу у драматичному матчі проти бразильців (3:2). Після цих перемог стало зрозуміло, що італійці набрали ходу і зупинити їх буде дуже складно. У півфінальному матчі це не вдалося збірній Польщі (дубль Паоло Россі, 2:0 на користь Італії), а у фіналі лише на гол престижу спромоглася збірна ФРН (перемога італійців з рахунком 3:1). Таким чином по ходу турніру Беардзот і гравці збірної Італії з основного об'єкта критики італійських ЗМІ та футбольних уболівальників перетворилися на справжніх героїв країни, що здобули для неї третій в історії титул чемпіонів світу.
Після тріумфу на полях Іспанії у турнірних здобутках «скуадри адзури» намітився суттєвий спад. Спочатку команда, основу якої продовжували складати переможці останнього чемпіонату світу, не змогла подолати кваліфікаційний раунд чемпіонату Європи 1984, набравши лише 5 очок у 8 матчах та посівши передостаннє місце у своїй відбірковій групі з п'яти команд. За два роки, на чемпіонаті світу 1986 року, чинні чемпіони не змогли відновити свій статус провідної футбольної збірної, припинивши боротьбу вже на стадії 1/8 фіналу після поразки від збірної Франції. Основну провину за цей невтішний результат було покладено на головного тренера збірної, якого було звинувачено у небажанні оновлювати команду, яка продовжувала складатися із зірок мундіалю-82. Під шквалом критики Беардзот пішов у відставку, завершивши таким чином значний період в історії збірної Італії, який приніс команді третій титул чемпіонів світу.

### Понад двадцять років без трофеїв (1986—2006)
Протягом більш ніж двадцяти років після тріумфу на світовій першості 1982 року національна збірна Італії постійно перебувала серед фаворитів міжнародних футбольних форумів, її тренерський штаб очолювали талановиті наставники, а в її складі грали справжні зірки європейського футболу, однак стати переможцями ані чемпіонату світу, ані чемпіонату Європи в італійців не виходило.

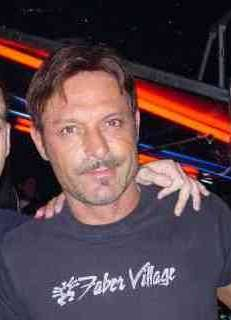
Найкращий гравець чемпіонату світу 1990 року Сальваторе Скіллачі.

Оскільки ключовим для покращання результатів італійської збірної після відставки Беардзота у 1986 році вбачалося докорінне оновлення складу національної команди, логічним стало запрошення на посаду її головного тренера Адзельйо Вічіні, спеціаліста, який на той час протягом десяти років очолював тренерський штаб молодіжної збірної країни. Новий наставник головної збірної дійсно зробив ставку на молодих футболістів, багато з яких, зокрема Роберто Манчіні, Джузеппе Джанніні, Джанлука Віаллі та Роберто Донадоні, того ж 1986 року під керівництвом Вічіні ставали срібними призерами молодіжної першості Європи. Молодь виправдала покладені на неї надії, достойно виступивши на чемпіонаті Європи 1988 року. На цьому європейському футбольному форумі італійці вийшли з непростої групи на першому етапі змагання, однак на стадії півфіналів поступилися добре зіграній збірній СРСР, основу якої становили київські «динамівці». Матч за третє місце не проводився, тож команда Вічіні розділила зі збірною ФРН 3—4 місця континентальної першості.
Наступним випробуванням для нової генерації футболістів і тренерів збірної Італії став чемпіонат світу 1990, місцем проведення фінальної частини якого уперше з 1934 року було обрано їхню батьківщину. Збірна не розчарувала своїх прихильників, які переповнювали стадіони на кожній грі команди господарів, не програвши в основний час жодного матчу. Більше того, усі ігри, крім півфінального матчу проти збірної Аргентини, італійці виграли. На груповій стадії змагання «лазурові» взяли гору над командами Чехословаччини, Австрії та США, в одній восьмій фіналу виявилися сильнішими за уругвайців (2:0), а у чвертьфіналі — за ірландців (1:0). Основний і додатковий час півфінальної гри проти аргентинців переможця не визначили (1:1), а в серії післяматчевих пенальті вправнішими виявилися південноамериканські футболісти. У матчі за третє місце голи Роберто Баджо і Сальваторе Скіллачі, визнаного пізніше найкращим гравцем турніру, дозволили господарям чемпіонату обіграти збірну Англії та здобути бронзові нагороди мундіалю.
Як і у випадку команди-переможця чемпіонату світу 1982 року, італійські футболісти, які вдало виступили на світовій першості у 1990, не змогли належним чином сконцентруватися на матчах кваліфікаційного раунду чемпіонату Європи 1992 року. У своїй групі цього турніру італійці поступилися збірній Норвегії і звели унічию інші чотири гри, що не дозволило їм посісти першу сходинку турнірної таблиці, яка давала право участі у фінальному турнірі Євро-92. Ця невдача спричинила відставку головного тренера «скуадри адзури» Вічіні наприкінці 1991 року. Його наступником було призначено Арріго Саккі, останнім місцем роботи якого був «Мілан», що саме двічі поспіль вигравав Кубок європейських чемпіонів.

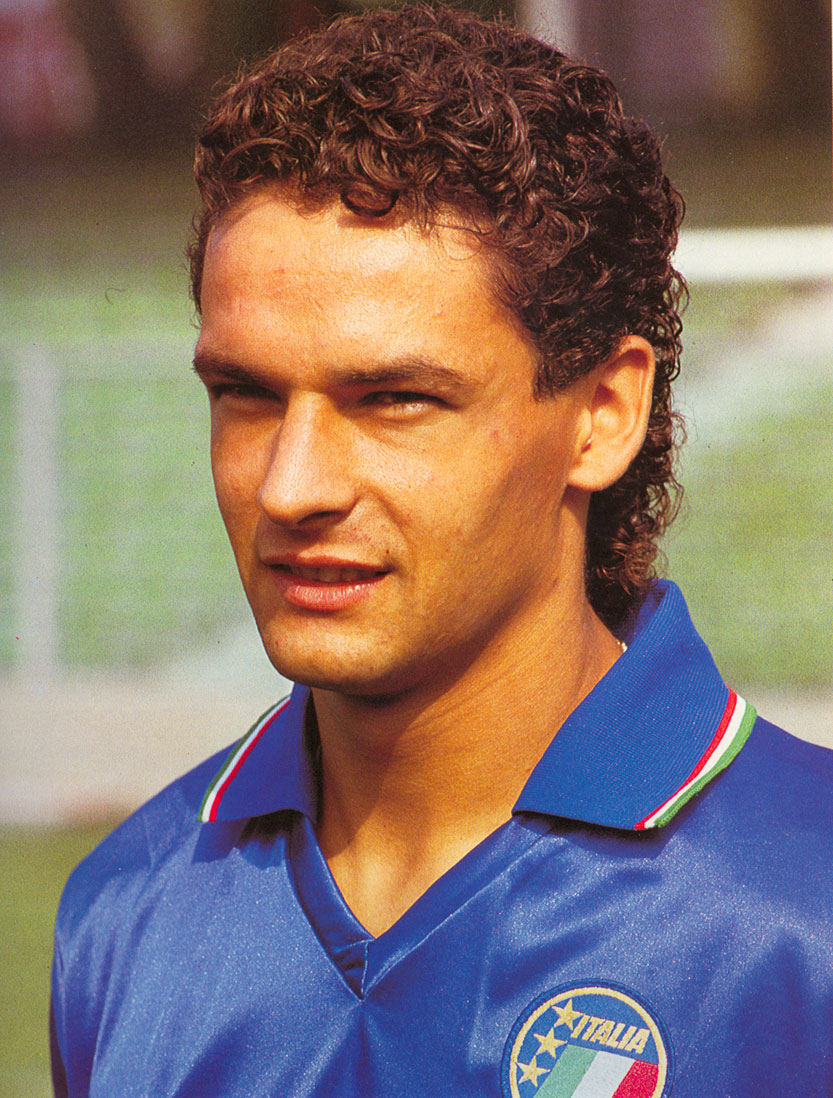
Роберто Баджо, лідер збірної Італії на «срібному» чемпіонаті світу 1994.

Саккі суттєво оновив склад національної збірної й розпочав її підготовку до відбіркового циклу чемпіонату світу 1994 року. Протягом кваліфікаційного турніру до світової першості італійці необґрунтовано багато втратили очок в іграх проти менш титулованих суперників по відбірковій групі і отримали путівку до фінальної частини мундіалю лише в останній ігровий день, обійшовши завдяки мінімальній перемозі в очній зустрічі збірну Португалії. Турнірна хода «лазурових» під керівництвом Саккі безпосередньо на футбольних полях США, де проходила фінальна частина світової першості 1994 року, була також досить невпевненою. На груповому етапі змагання італійці зазнали поразки від збірної Ірландії (0:1), здобули мінімальну перемогу над норвежцями (1:0) та звели внічию гру проти збірної Мексики (1:1). У результаті усі чотири команди групи мали по 4 очки і за другорядними показниками Італія опинилася на 3-му місці турнірної таблиці, пройшовши, втім, завдяки складному формату змагання до його наступного кола. Програний матч першого ігрового дня проти ірландців виявився для команди Саккі єдиною поразкою в основний час гри на цьому турнірі. На стадії плей-оф команда з однаковим рахунком 2:1 здолала спочатку збірну Нігерії (у грі 1/8 фіналу), а згодом збірні Іспанії (у чвертьфіналі) та Болгарії (у півфіналі). Основний і додатковий час фінального матчу проти збірної Бразилії завершився нульовою нічиєю, а в серії післяматчевих пенальті перемогу святкували південноамериканці. За іронією «скуадра адзура» змушена була змиритися з другим місцем світової першості після одинадцятиметрового удару, який не зміг реалізувати Роберто Баджо, справжній лідер італійської збірної, чиї п'ять голів на попередніх стадіях змагання за великим рахунком і вивели її до фіналу. Збірна виборола своє друге в історії «срібло» на чемпіонатах світу, так й не здобувши по ходу турніру жодної впевненої перемоги.
По закінченні чемпіонату світу низка лідерів команди завершили виступи за збірну, від послуг деяких інших гравців, таких яких Роберто Баджо, Саккі відмовився сам. Оновлена збірна Італії досить легко подолала відбірковий турнір до чемпіонату Європи 1996 року, однак під час фінальної частини континентальної першості не змогла пробитися до чвертьфіналів, зайнявши третє місце у групі. Після цього незадовільного результату збірна під керівництвом Саккі провела лише одну гру — італійці програли з рахунком 1:2 у товариській зустрічі збірній Боснії і Герцеговини, і їх головного тренера було звільнено.
До світової першості 1998 року чинних віце-чемпіонів світу вже готував новий тренер, Чезаре Мальдіні, батько її тогочасного капітана Паоло Мальдіні. До головної команди країни він прийшов з посади очільника тренерського штабу італійської «молодіжки», з якою перед цим тричі поспіль вигравав молодіжні чемпіонати Європи. Додати до своїх тренерських здобутків титул, завойований з національною збірною, Чезаре Мальдіні не вдалося — на мундіалі-1998 італійці попри досить впевнену гру змогли дійти лише до стадії чвертьфіналів, де у серії післяматчевих пенальті поступилися господарям фінального турніру та його майбутнім тріумфаторам, збірній Франції. Відповідальність за цей порівняно невдалий виступ було покладено на головного тренера, якого звинуватили у застосуванні занадто захисної тактики, і Чезаре Мальдіні подав у відставку.

Гравці збірної Італії Алессандро Дель П'єро та Франческо Тотті під час фінальної гри Євро-2000.

Новим очільником збірної було обрано її колишнього багаторічного голкіпера та капітана Діно Дзоффа, який розпочав підготовку команди до наступного великого міжнародного турніру, чемпіонату Європи з футболу 2000 року. Під орудою нового головного тренера італійці досить легко подолали кваліфікаційний турнір континентальної першості. У його фінальній частині виступ «скуадри адзури» був також вражаючим — три перемоги на груповому етапі, проходження збірної Румунії у чвертьфіналі та одного з господарів турніру, збірної Нідерландів, у півфіналі. У фінальній грі першості континенту італійці отримали можливість реваншу за невдалий виступ на останньому мундіалі — переможцем у другій півфінальній парі вийшла збірна Франції. Завдяки голу Марко Дельвеккіо, забитому на початку другого тайму фінального матчу, вони вели у рахунку до четвертої доданої арбітром до основного часу зустрічі хвилини, на якій нападник суперників Сільвен Вільтор відновив рівновагу у рахунку, а у додатковий час вдалим ударом відзначився інший французький форвард Давід Трезеге. Завдяки чинному на той час правилу «золотого гола» цей удар став останнім епізодом фінальної гри, за результатами якої команда Дзоффа стала лише срібним призером чемпіонату. Попри те, що на європейській першості збірна Італії в основний ігровий час не програла жодної зустрічі і від перемоги у турнірі її відділяли лише лічені хвилини доданого арбітром часу фінальної гри, багато футбольних функціонерів та оглядачів виступили з різкою критикою її виступів. Зокрема, на той час колишній (і майбутній) прем'єр-міністр країни, власник футбольного клубу «Мілан», Сільвіо Берлусконі виступив з різкою критикою головного тренера команди Діно Дзоффа, звинувативши його у непрофесіоналізмі, який й призвів до поразки у фіналі. Дзофф відреагував на це звинувачення, пішовши у відставку.
Наступним головним тренером італійської збірної було обрано Джованні Трапаттоні, у послужному списку якого на той момент вже було близько двадцяти національних та міжнародних трофеїв, виграних на чолі «Ювентуса», «Інтернаціонале» та мюнхенської «Баварії». Під орудою нового наставника італійці досить легко подолали кваліфікацію до чемпіонату світу 2002 року, а у його фінальній частині не без проблем, але вийшли з групи. На стадії 1/8 фіналу суперником команди був один з господарів турніру, збірна Південної Кореї. Основний час цієї контроверсійної гри завершився нічиєю 1:1, а у додатковий час перемогу завдяки «золотому голу» святкували корейці. Перебіг цього двобою, по ходу якого арбітр зустрічі призначив у ворота збірної Італії неоднозначний пенальті, вилучив з поля одного з лідерів команди, Франческо Тотті, та не зарахував гол у ворота корейців, викликав в Італії хвилю звинувачень в упередженому суддівстві з метою подовження турнірної боротьби командою-співгосподарем фінальної частини чемпіонату.
Тож, незважаючи на припинення боротьби на ранній стадії світової першості, в Італії не знайшлося нікого, хто б звинуватив Трапаттоні та гравців збірній у цій невдачі. Головний тренер лишився на своїй посаді і успішно подолав кваліфікаційний раунд до чемпіонату Європи 2004 року. Під час фінального турніру континентальної першості італійці потрапили до групи C, де разом зі збірними Швеції та Данії набрали по п'ять очок. Серед цих команд гіршою різниця забитих і пропущених голів виявилася саме в італійців, і вони завершили виступи на турнірі. Цього разу поразка ще на груповому етапі континентальної першості була розцінена в Італії як однозначний провал, і Трапаттоні пішов у відставку з посади головного тренера збірної.

### Чотириразові чемпіони світу (2006—2010)
У липні того ж 2004 року пропозицію очолити збірну Італії отримав Марчелло Ліппі, на той час найбільш відомий своєю роботою з туринським «Ювентусом», який йому вдавалося п'ять разів приводити до перемог у чемпіонаті країни. Перед новим очільником тренерського штабу «лазурових» було поставлення завдання перемогти на світовій першості 2006 року, з яким він урешті-решт успішно впорався. Досить легко подолавши відбірковий турнір до цього змагання, на груповій стадії фінальної частини турніру, що проходила у Німеччині, італійці зайняли перше місце у своїй групі, втративши очки лише у зведеній унічию грі проти збірної США. На етапі плей-оф збірній Італії протистояли спочатку австралійці, для яких це була лише друга в історії фінальна частина чемпіонатів світу після 1974 року, а згодом, у чвертьфіналі, — новачки світових футбольних форумів українці. Італійці здолали обох цих суперників (відповідно 1:0 та 3:0) та вийшли до півфіналу, в якому лише у додатковий час змогли обіграти господарів турніру, збірну Німеччини. У досить нервовому фінальному матчі першості проти своїх принципових суперників, збірної Франції, італійська збірна змогла перемогти лише у серії післяматчевих пенальті, здобувши таким чином свій четвертий титул найсильнішої команди світу.
Ще під час фінального турніру чемпіонату світу 2006 Ліппі повідомив керівництво національної федерації про своє рішення залишити команду, незалежно від результатів її виступів на турнірі. Тож заява про відставку головного тренера, подана практично відразу по завершенні чемпіонату, не стала для федерації неочікуваною. І вже за декілька днів відбулося призначення нового очільника національної команди, яким став Роберто Донадоні, що мав у своєму послужному списку лише роботу з командами нижчих дивізіонів та середняком Серії A «Ліворно».
Новий тренер розпочав з експериментів зі складом збірної, які виявилися не дуже вдалими. Втім обраний Донадоні для участі у фінальній частині чергового чемпіонату Європи склад збірної лише наполовину складався з чемпіонів світу 2006 року. Італійці досить впевнено кваліфікувалися до фінальної частини континентальної першості, зазнавши протягом відбіркового турніру лише однієї поразки. Однак безпосередньо на полях Австрії та Швейцарії, які приймали фінальний турнір Євро-2008, команда стартувала провально, спочатку крупно програвши збірній Нідерландів (0:3), а згодом досягнувши лише нічиєї у грі проти румунів. Аналогічним був й старт четвертої команди у квартеті C, збірної Франції. Тож саме чинні на той час чемпіон та віце-чемпіон світу в очній грі розіграли між собою право виходу до стадії чвертьфіналів європейської першості. У цьому двобої перемогу святкували італійці, здолавши конкурентів з рахунком 2:0. Ця перемога для збірної Італії виявилася першою і останньою на турнірі — у чвертьфіналі вона поступилася майбутнім переможцям чемпіонату, збірній Іспанії. Жодна з цих команд не змогла відзначитися забитим голом протягом ані основного, ані додаткового ігрового часу, а в серії післяматчевих пенальті іспанські футболісти схибили лише одного разу проти двох промахів в італійців. Вболівальники «лазурових» були розчаровані, а керівництво італійського футболу ухвалило рішення відправити головного тренера у відставку, незважаючи на попередню домовленість про продовження співпраці з Донадоні до 2010 року.

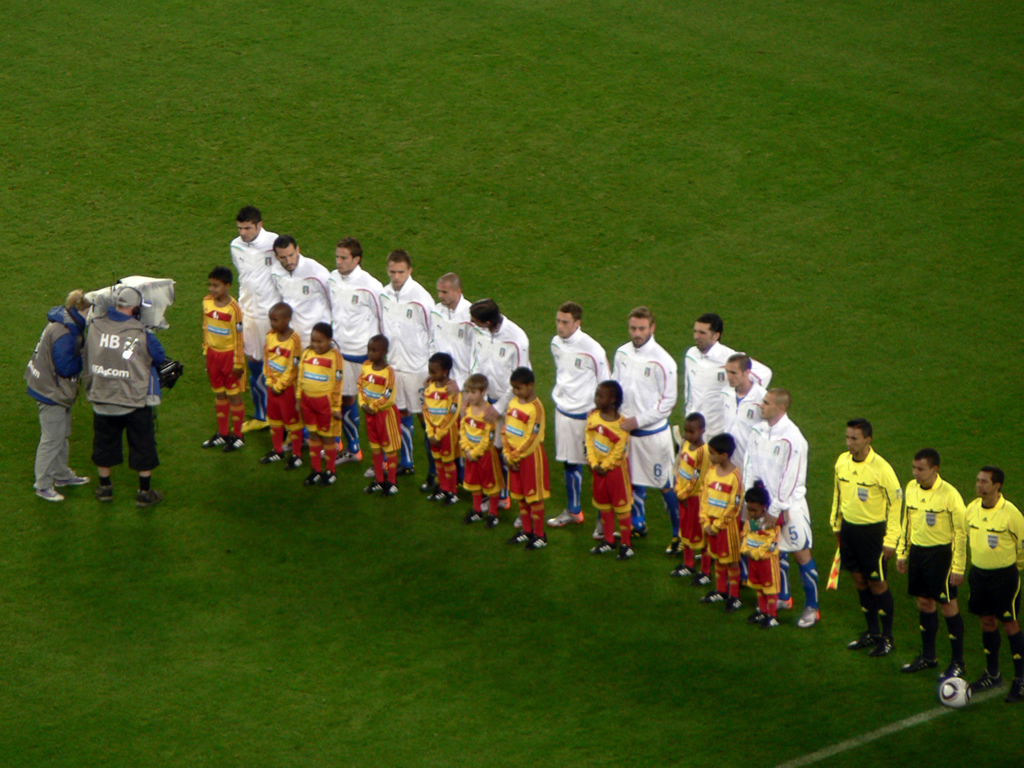
Гравці збірної Італії перед своєю першою грою на ЧС-2010.

Невдовзі після звільнення Донадоні, вже 26 червня 2008 року, Італійська федерація футболу оголосила, що вирішувати завдання захисту титулу чемпіонів світу на світовій першості 2010 року буде тренер, який чотирма роками раніше його й завоював, — Марчелло Ліппі. Італійці легко кваліфікувалися до фінальної частини мундіалю, вигравши у своїй відбірковій групі сім ігор з десяти, а решту три матчі звівши унічию. Крім кваліфікаційних матчів та товариських зустрічей, Ліппі мав можливість перевірити боєздатність своєї команди влітку 2009 року в рамках тогорічного розіграшу Кубка Конфедерацій, право участі в якому італійці отримали як чинні чемпіони світу. На цьому турнірі команда припинила боротьбу вже на груповій стадії, програвши чемпіонам Південної Америки бразильцям та найкращій команді Африки — збірній Єгипту.
За рік, на світовій першості, що проходила у Південно-Африканській Республіці, суперниками італійців на груповому етапі були значно менш титуловані команди, однак і на цьому змаганні вийти з групи їм не вдалося. «Лазурові» розпочали змагання у своїй групі F двома нічиїми зі збірними Парагваю та Нової Зеландії і їх подальші турнірні перспективи залежали від результату гри проти збірної Словаччини. За сприятливого перебігу подій у паралельному матчі між новозеландцями та парагвайцями для виходу до 1/8 чемпіонату світу збірній Італії було б достатньо нічиєї у грі зі словаками, однак вона сенсаційно програла з рахунком 2:3 і, зайнявши останнє місце у групі, передчасно припинила боротьбу на турнірі. Тренер італійців Марчелло Ліппі взяв відповідальність за провал на мундіалі на себе, 70 % опитаних вболівальників національної команди також були схильні вважати, що саме її головний тренер є основним винуватцем невдалого виступу їх улюбленців на ЧС-2010.

### Розчарування Чезаре Пранделлі (2010—2014)

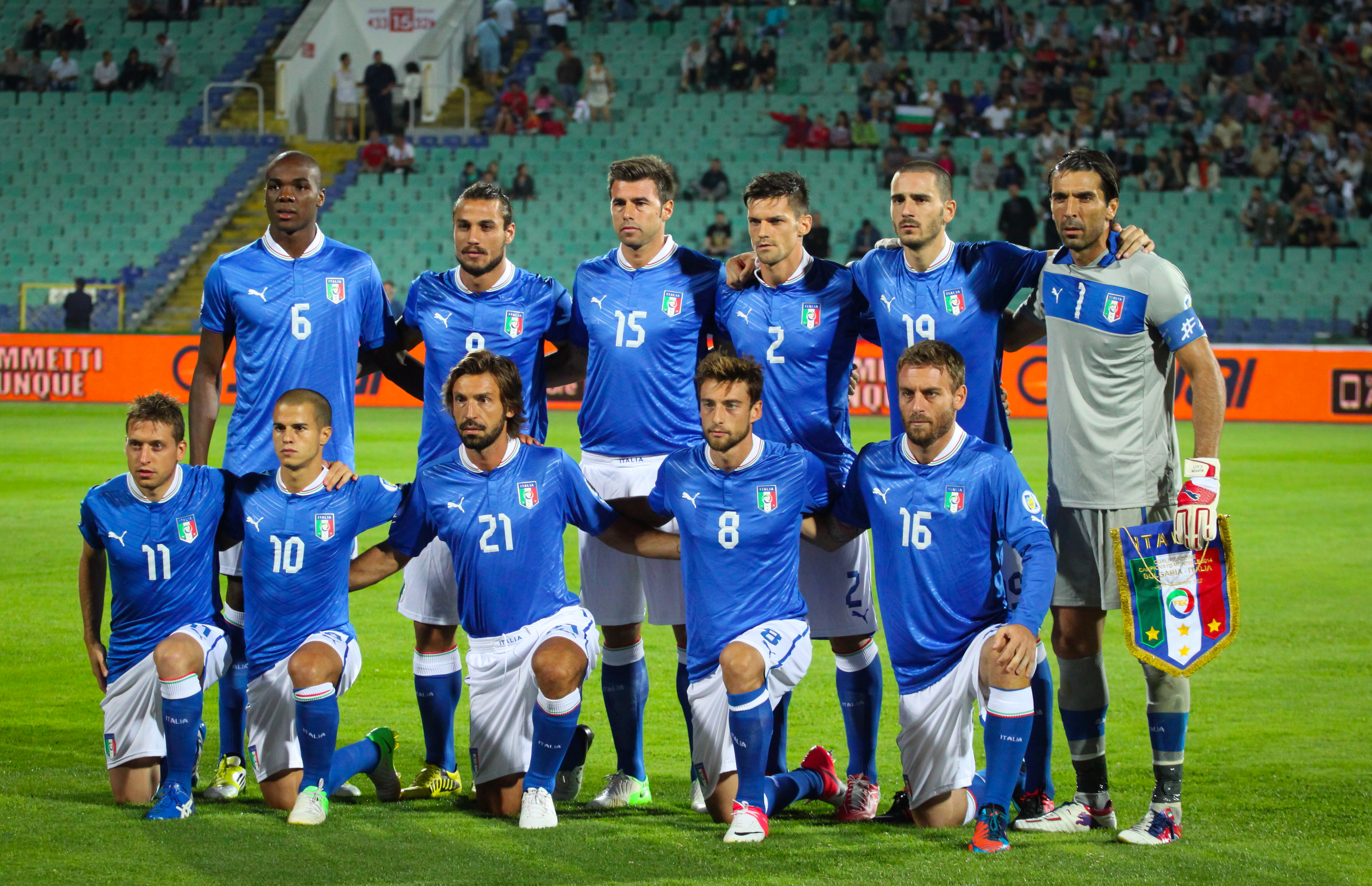
Гравці збірної Італії перед матчем проти збірної Болгарії, 7 вересня 2012 року.

Ще до початку фінальної частини чемпіонату світу 2010 року стало відомо, що по її завершенні Ліппі знову залишить тренерський штаб італійської збірної, і керівництво італійського футболу навіть встигло зробити попередню пропозицію очолити національну команду наставнику «Фіорентини» Чезаре Пранделлі. Тож повідомлення про укладення наприкінці червня 2010 року чотирирічного контракту між цим спеціалістом та Італійською федерацією футболу стало досить очікуваним.
Провівши декілька товариських зустрічей, команда під керівництвом Пранделлі розпочала боротьбу за вихід до фінальної частини чемпіонату Європи 2012 року. У першому матчі кваліфікаційного турніру італійці здобули вольову перемогу з рахунком 2:1 над збірною Естонії. Цей результат поклав початок серії перемог збірної Італії над суперниками по відбірній групі, яка переривалася лише одного разу нічиєю у грі проти збірної Північної Ірландії. Тож вже 6 вересня 2011 року, маючи ще дві гри у запасі, італійці стали недосяжними для суперників, забезпечивши собі перше місце у підсумковій турнірній таблиці своєї відбіркової групи і, відповідно, право участі у фінальному турнірі Євро 2012. В одному з двох матчів, що залишалися, «лазурові» задовольнилися нічиєю у виїзній грі проти збірної Сербії, набравши таким чином загалом 26 очок (2 нічиї при 8 перемогах).
За результатами жеребкування фінальної частини Євро 2012, проведеного 2 грудня 2011 року у Києві, збірна Італії потрапила до Групи C, матчі якої приймали польські міста Гданськ та Познань. Суперниками італійців на груповому етапі стали збірні Іспанії, Ірландії та Хорватії. «Скуадра адзурра» здобула на груповому етапі дві нічиї та одну перемогу над ірландцями, що дозволило їй вийти до плей-оф з другого місця у групі. На стадії чвертьфіналів італійці перемогли у серії післяматчевих пенальті збірну Англії, а в півфіналі завдяки двом голам Маріо Балотеллі взяли гору над збірною Німеччини з рахунком 2:1. Після перемоги над німцями, які до початку турніру називалися одними з двох головних фаворитів на перемогу у ньому, італійська команда вийшла до фіналу, в якому зустрілася з безумовним фаворитом Євро-2012, чинними на той час чемпіонами Європи і світу, іспанцями. Інтрига у фінальному поєдинку значною мірою зникла вже у першому таймі матчу, за результатами якого італійці програвали 0:2. Остаточний же рахунок зустрічі — 4:0 на користь збірної Іспанії — став найбільшим в історії фіналів чемпіонатів Європи та певною мірою зіпсував загальне враження вболівальників «скуадри адзурри» від її виступу на турнірі, на якому команда вдруге в своїй історії здобула титул континентального віце-чемпіона.
Вже за декілька місяців після завершення європейської першості італійська команда під орудою того ж Чезаре Пранделлі почала вирішувати наступне завдання — потрапляння до фінальної частини чемпіонату світу 2014 року. Боротьбу у своїй Групі B відбіркового турніру «лазурові» почали з нічиєї у гостьовій грі проти збірної Болгарії, втім перемоги у чотирьох наступних матчах підтвердили їхні амбіції на загальне лідерство у відбірковій групі, де, крім болгар, конкуренцію їм намагалися скласти збірні Чехії, Вірменії, Данії та Мальти. Врешті-решт італійці не зазнали жодної поразки і впевнено здобули перше місце у своїй відбірковій групі, яке надало їм путівку до фінальної частини мундіалю-2014.
Проведене у грудні 2013 року жеребкування фінальної частини чемпіонату світу 2014 року визначило, що свою боротьбу на футбольних полях Бразилії збірна Італії розпочне у Групі D, де її суперниками стали Уругвай, Англія та Коста-Рика. Італійці розпочали турнір з перемоги 2:1 над збірною Англії, після чого неочікувано поступилися з рахунком 0:1 команді-відкриттю чемпіонату збірній Коста-Рики. В останньому турі групового раунду для виходу до плей-оф збірну Італії влаштовувала нічия у грі проти прямих конкурентів за вихід до 1/8 фіналу збірної Уругваю, проте європейці мінімально програли і цю гру. Невихід команди з групи на батьківщині однозначно розцінили як провал, після чого заяви про відставку подали головний тренер команди Чезаре Пранделлі та президент Італійської федерації футболу Джанкарло Абете.

### Оновлення команди і пропущений мундіаль (2014—2018)

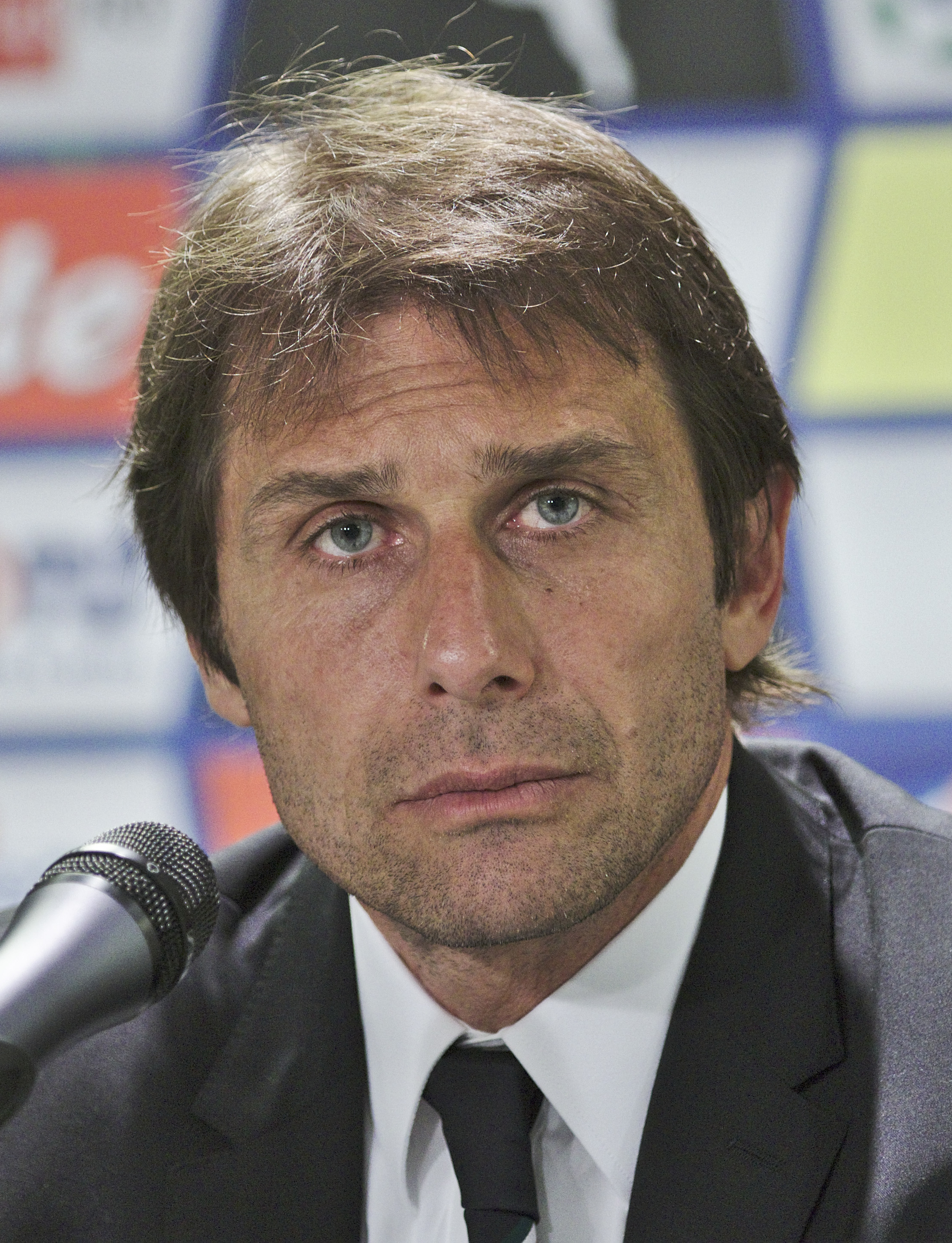
Антоніо Конте, головний тренер збірної в 2014—2016 роках.

Новим головним тренером збірної Італії у серпні 2014 року було призначено Антоніо Конте, під керівництвом якого протягом останніх трьох сезонів «Ювентус» незмінно ставав переможцем Серії A. Конте взяв курс на поступове оновлення збірної, почавши запрошувати до її лав нових виконавців, таких як молоді Сімоне Дзадза і Стефано Окака, а також більш досвідчені Граціано Пелле і натуралізований бразилець Едер. Протягом перших півроку роботи нового тренера збірна не програла жодного з восьми зіграних матчів, причому 5 з 12 голів команди в цих іграх забили саме «новачки Конте». Водночас, попри загалом позитивні результати італійцям у цих матчах бракувало впевненості — перемоги над значно слабкішими суперниками, такими як збірні Азербайджану, Мальти та Албанії, здобувалися з перевагою лише в один м'яч, а ігри проти прямих конкурентів за вихід з відбіркової групи до чемпіонату Європи 2016 збірних Хорватії і Болгарії були зведені унічию. Другу половину відбору італійці провели в аналогічному стилі, здобувши мінімальні перемоги над більшістю суперників та втративши очки лише у зведеній унічию грі проти хорватів. Цього цілком вистачило аби італійці впевнено кваліфікувалися до фінальної частини Євро-2016 з першого місця у групі.
В рамках фінальної частини Євро-2016 «лазурові» потрапили до групи E, в якій конкуренцію їм складали збірні Бельгії, Ірландії та Швеції. У першій грі збірна Італії з рахунком 2:0 здолала своїх головних конкурентів за першість у групі бельгійців, а за чотири дні гол Едера, забитий наприкінці гри проти збірної Швеції, приніс італійцям другу перемогу (1:0), забезпечивши їм гарантований вихід до стадії плей-оф турніру. Тож тренерський штаб мав можливість дати відпочинок лідерам команди, і на останню гру групового етапу вийшов резервний її склад, який не зміг уникнути поразки від ірландців (0:1). Попри це італійці фінішували на чолі своєї групи і в 1/8 фіналу потрапили на другу команду групи D, збірну Іспанії. Тож Італія отримала шанс поквитатися за нищівну поразку у фіналі попереднього континентального чемпіонату, яким повністю скористалася — у грі, яку було згодом визнано однією з найбільш видовищних на турнірі, підопічні Конте вийшли уперед завдяки голу Джорджо К'єлліні на 33-й хвилині, а згодом утримували мінімальну перевагу в рахунку до доданого часу, коли Граціано Пелле рахунок подвоїв. Наступна гра італійців згодом також увійшла до п'ятірки найкращих матчів Євро-2016 — їх двобій у чвертьфіналі проти збірної Німеччини тривав 120 хвилин, кожна з команд до останнього мала шанси на вихід до півфіналу, проте у серії післяматчевих пенальті вправнішими виявилися німці, тож боротьба збірної Італії завершилася на стадії чвертьфіналів (1:1 в основний і додатковий час, 5:6 по пенальті).
Ще до початку континентальної першості було оголошено, що після її завершення Антоніо Конте залишить тренерський штаб збірної Італії, а його наступником стане багаторічний очільник команди «Торіно» Джамп'єро Вентура. Тож наступний відбірковий цикл, кваліфікацію до чемпіонату світу 2018, італійці розпочали під орудою нового наставника. Їх головним конкурентом за перше місце у відбірковій групі G і, відповідно, за пряме потрапляння до фінальної частини мундіалю стала збірна Іспанії. У першому колі фаворити зіграли домашню для італійців очну зустріч унічию 1:1, а ігри проти решти суперників по групі виграли. Проте наступна очна зустріч фаворитів групи завершилися перемогою іспанців за рахунком 3:0, згодом вони очок не втрачали, тож груповий турнір збірна Італії завершила на другому місці. У плей-оф за право виходу на мундіаль її суперником була визначена збірна Швеції. Першу гру, що проходила у Стокгольмі, італійці програли 0:1, а в матчі-відповіді попри тотальну ігрову перевагу не спромоглися забити бодай один гол і таким чином уперше з 1958 року опинилися поза переліком учасників світової першості.
За два дні після цієї невдачі Джамп'єро Вентуру було звільнено з посади головного тренера італійської збірної, а ще за п'ять днів, 20 листопада 2017 року, пішов у відставку президент футбольної федерації країни Карло Тавеккіо. До перших матчів 2018 року збірну готував очільник тренерського штабу молодіжної збірної Луїджі Ді Б'яджо, що став виконувачем обов'язків головного тренера національної команди на початку лютого. Під його керівництвом команда у березні 2018 року провела дві товариські гри, програвши Аргентині та зігравши унічию з Англією.

### Дворазові чемпіони Європи (2018—)

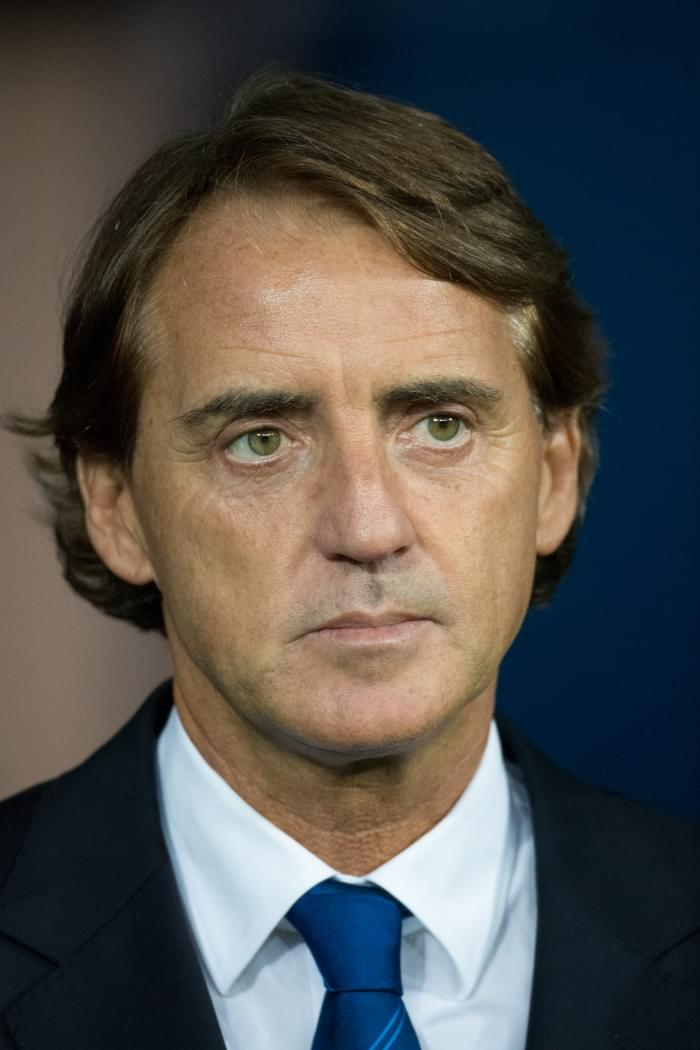
Головний тренер збірної у 2018—2023 роках Роберто Манчіні

14 травня 2018 року новим головним тренером збірної Італії став Роберто Манчіні, останнім місцем роботи якого був російський «Зеніт», і який мав у своєму послужному списку низку клубних трофеїв, завойованих з «Інтернаціонале» і «Манчестер Сіті». Першими матчами Манчіні на чолі збірної стали декілька товариських ігор напередодні чемпіонату світу 2018, в яких його команда виглядала не дуже переконливо, зокрема, мінімально здолавши збірну Саудівської Аравії (2:1), та програвши французам 1:3. Першим офіційним турніром для Манчіні на чолі збірної стала Ліга націй УЄФА 2018—2019, боротьбу в якому італійці починали, займаючи рекордне низьке для них 21-ше місце у рейтингу збірних ФІФА. Попри це команда змагалася в найсильнішій Лізі A, де її суперниками у групі були збірні Португалії та Польщі і де вона посіла друге місце, обійшовши поляків завдяки перемозі 1:0 у виїздній очній зустрічі.
Невдовзі після завершення групового етапу Ліги націй відбулося жеребкування відбору на Євро-2020, де підопічні Манчіні потрапили до Групи J, отримавши у конкуренти за дві путівки до фінальної частини турніру боснійців, фінів та греків. Пам'ятаючи про сенсаційне непотрапляння до фінальної частини останнього чемпіонату світу, цей відбірковий цикл Італія розпочала надзвичайно сконцентровано і вже після стартових семи матчів турніру, усі з яких були виграні, стала другою командою, що гарантувала собі місце у фінальному раунді Євро-2020. Решту ігор відбору італійці також виграли, загалом забивши у десяти переможних іграх 37 голів при 4 пропущених.
Через пандемію коронавірусної хвороби Євро-2020 було перенесено на 2021 рік, і загалом матчі збірних у першій половині 2020 року не проводилися. Восени розпочався розіграш Ліги націй УЄФА 2020—2021, в рамках якого італійці змагалися у Групі 1 найвищої Ліги A. В матчах із кожним із трьох суперників по групі підопічні Манчіні здобули по одній перемозі і одній нічиїй, що дозволило їм вийти переможцями групи і здобути путівку до Фіналу чотирьох змагання.

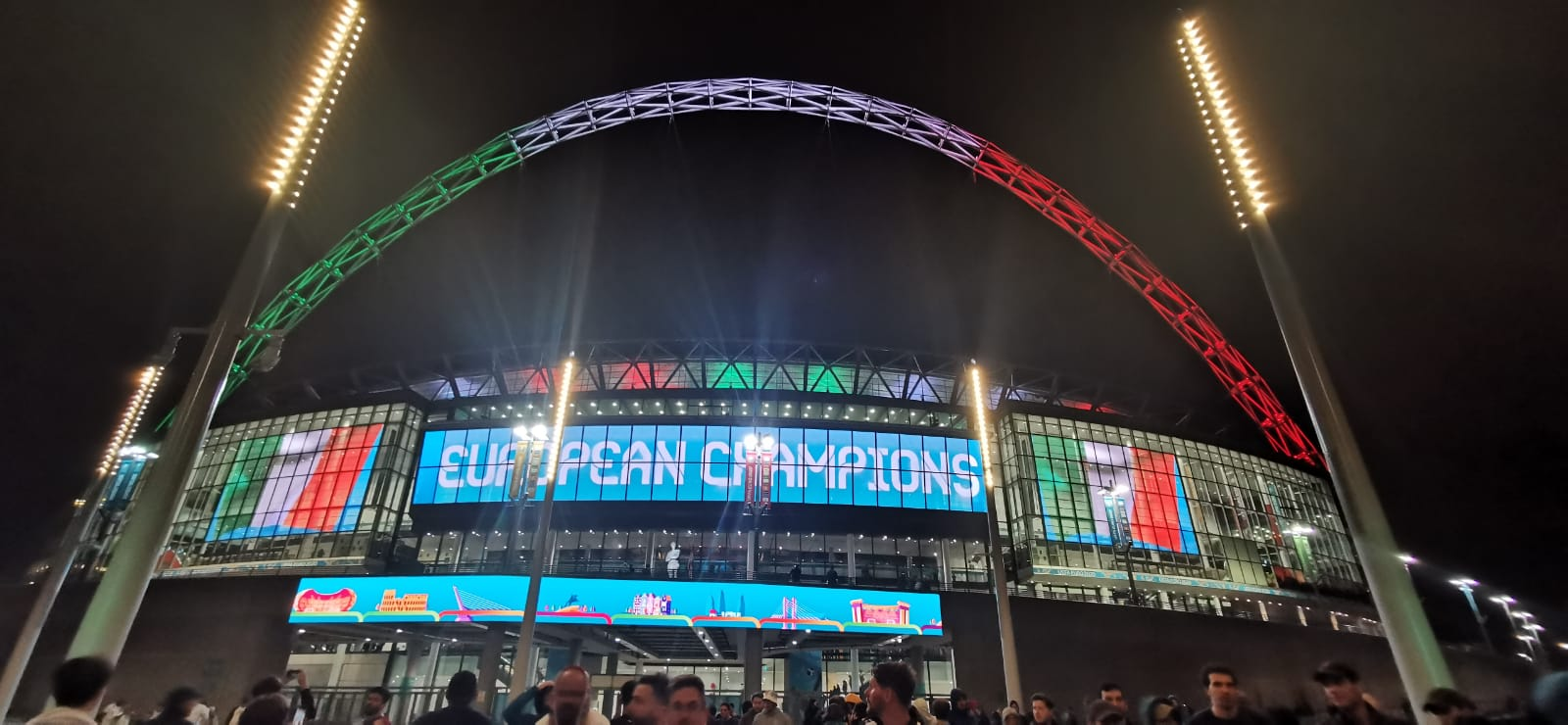
Лондонський Вемблі після перемоги італійців у фіналі Євро-2020.

Навесні 2021 року підопічні Манчіні стартували у відборі на Чемпіонат світу 2022 трьома перемогами з однаковим рахунком 2:0 і до фінальної частини Євро-2020 підійшли із триваючою виграшною серією у 8 матчів, а їх безпрограшна серія тривала на той час неймовірні 28 офіційних ігор з вересня 2018. У своїй групі континентальної першості команда подовжила обидві серії, здолавши усіх трьох суперників по групі (команди Туреччини, Швейцарії та Уельсу) із сумарним рахунком 7:0 і заявивши про себе як про одного із фаворитів турніру.
У плей-оф чемпіонату Європи аппенінці спочатку у додатковий час здололи з рахунком 2:1 команду Австрії, а згодом з аналогічним рахунком, але вже в основний час, збірну Бельгії, тогочасного лідера рейтингу збірних ФІФА. У півфіналі Італії протистояв один із принципових суперників, збірна Іспанії, якого вдалося здолати лише у серії післяматчових пенальті. Фінальна гра турніру проти збірної Англії була для команди Манчіні фактично гостьовою, адже проходила на лондонському Вемблі. Вже у дебюті гри італійці уперше на турнірі опинилися у положенні наздоганяючих, коли вже на другій хвилині м'яч у їх ворота забив Люк Шоу. Утім у середині другого тайму зрівняти рахунок вдалося Леонардо Бонуччі, після чого голів ані в основний, ані у додатковий час гри забито не було, і долю чемпіонського титулу було визначено в серії одинадцятиметрових, у якій вправнішими були гравці з Італії, здобувши для своєї команди другий у її історії титул континентального чемпіона.
Повернувшись до відбору на чемпіонат світу 2022 року в статусі континентальних чемпіонів, італійці втратили темп і в п'яти відбіркових матчах, що лишалися, здобули лише одну перемогу, а в решті розділили очки із суперниками, включаючи дві нічиї в іграх зі швейцарцями. Це дозволило саме Швейцарії обійти команду Манчіні і здобути єдину пряму путівку на світову першість із Групи C, а Італія посіла дуге місце і стала учасником плей-оф за вихід на ЧС-2022. Утім вже у півфінальній грі плей-оф відбору італійці сенсаційно поступилися команді Північної Македонії і вдруге поспіль опинилися поза фінальною частиною світової першості.
Влітку-восени 2022 року основним турніром для європейських футбольних збірних була Ліга націй УЄФА 2022—2023, на груповому етапі якої італійці змагалися у третій групі елітної Ліги A, де їм протистояли команди Англії, Німеччини та Угорщини. По ходу турніру угорці неочікувано вийшли в лідери, утім у вирішальній грі в останньому турі поступилися саме збірній Італії, яка й стала переможцем групи і, відповідно, учасником фіналу чотирьох Ліги націй. Цей турнір відбувся у червні 2023 року і там італійці поступилися у півфіналі іспанцям, після чого перемогли у «втішному фіналі» команду Нідерландів, посівши таким чином третє місце. Цей турнір став останнім на тренерському містку збірної Італії для Роберто Манчіні, про передчасне завершення співпраці з яким Італійська федерація футболу неочікувано оголосила 13 серпня 2023 року.
1 вересня 2023 року новим очільником італійської збірної був представлений Лучано Спаллетті, який в сезоні 2022/23 виграв «скудетто» чемпіонів Італії на чолі «Наполі». Під керівництвом нового головного тренера італійці провели 6 із 8 матчів відбору на Євро-2024 і врешті-решт кваліфікувалися до фінальної частини континентальної першості, утримавши нульову нічию в останній грі відбіркового турніру проти прямих конкурентів за друге місце у групі, збірної України. Безпосередньо на континентальній першості «лазурові» подолали груповий етап, посівши друге місце у своїй групі B, проте припинили боротьбу вже на першому ж етапі плей-оф, поступившись команді Швейцарії у грі 1/8 фіналу.
Другим турніром для нового головного тренера команди стала Ліга націй УЄФА 2024—2025, де італійці змагалися в елітній групі A2 і посіли у своєму квартеті друге місце. За оновленим регламентом турніру це дало їм право участі у чвертьфіналах, переможці яких виходили до фіналу чотирьох. Утім команда Спаллетті поступилася за сумою двох чвертьфінальних ігор із рахунком 4:5 збірній Німеччини, задовільнившись таким чином збереженням місця в елітній лізі змагання на наступний розіграш.

#### Останні матчі збірної
Детальніші відомості з цієї теми ви можете знайти в статті Матчі збірної Італії з футболу з 2011 року.
| Дата       | Місто           | Господарі | Результат | Гості                | Турнір                                  | Голи                                               | Примітки                                 |
| ---------- | --------------- | --------- | --------- | -------------------- | --------------------------------------- | -------------------------------------------------- | ---------------------------------------- |
| 21-3-2024  | Форт-Лаудердейл | Венесуела | 1 – 2     | Італія               | товариський матч                        | 2 Матео Ретегі                                     | Гол. тр: Л. Спаллетті Кап: Д. Доннарумма |
| 24-3-2024  | Гаррісон        | Еквадор   | 0 – 2     | Італія               | товариський матч                        | Лоренцо Пеллегріні Ніколо Барелла                  | Гол. тр: Л. Спаллетті Кап: Н. Барелла    |
| 4-6-2024   | Болонья         | Італія    | 0 – 0     | Туреччина            | товариський матч                        | -                                                  | Гол. тр: Л. Спаллетті Кап: Жоржиньйо     |
| 9-6-2024   | Емполі          | Італія    | 1 – 0     | Боснія і Герцеговина | товариський матч                        | Давіде Фраттезі                                    | Гол. тр: Л. Спаллетті Кап: Д. Доннарумма |
| 15-6-2024  | Дортмунд        | Італія    | 2 – 1     | Албанія              | ЧЄ 2024 - груповий етап                 | Алессандро Бастоні Ніколо Барелла                  | Гол. тр: Л. Спаллетті Кап: Д. Доннарумма |
| 20-6-2024  | Гельзенкірхен   | Іспанія   | 1 – 0     | Італія               | ЧЄ 2024 - груповий етап                 | -                                                  | Гол. тр: Л. Спаллетті Кап: Д. Доннарумма |
| 24-6-2024  | Лейпциг         | Хорватія  | 1 – 1     | Італія               | ЧЄ 2024 - груповий етап                 | Маттія Дзакканьї                                   | Гол. тр: Л. Спаллетті Кап: Д. Доннарумма |
| 29-6-2024  | Берлін          | Швейцарія | 2 – 0     | Італія               | ЧЄ 2024 - 1/8 фіналу                    | -                                                  | Гол. тр: Л. Спаллетті Кап: Д. Доннарумма |
| 6-9-2024   | Париж           | Франція   | 1 – 3     | Італія               | Ліга націй УЄФА 2024—2025               | Федеріко Дімарко Давіде Фраттезі Джакомо Распадорі | Гол. тр: Л. Спаллетті Кап: Д. Доннарумма |
| 9-9-2024   | Будапешт        | Ізраїль   | 1 – 2     | Італія               | Ліга націй УЄФА 2024—2025               | Давіде Фраттезі Мойзе Кен                          | Гол. тр: Л. Спаллетті Кап: Д. Доннарумма |
| 10-10-2024 | Рим             | Італія    | 2 – 2     | Бельгія              | Ліга націй УЄФА 2024—2025               | Андреа Камб'язо Матео Ретегі                       | Гол. тр: Л. Спаллетті Кап: Д. Доннарумма |
| 14-10-2024 | Удіне           | Італія    | 4 – 1     | Ізраїль              | Ліга націй УЄФА 2024—2025               | Матео Ретегі 2 Джованні Ді Лоренцо Давіде Фраттезі | Гол. тр: Л. Спаллетті Кап: Д. Ді Лоренцо |
| 14-11-2024 | Брюссель        | Бельгія   | 0 – 1     | Італія               | Ліга націй УЄФА 2024—2025               | Сандро Тоналі                                      | Гол. тр: Л. Спаллетті Кап: Д. Доннарумма |
| 17-11-2024 | Мілан           | Італія    | 1 – 3     | Франція              | Ліга націй УЄФА 2024—2025               | Андреа Камб'язо                                    | Гол. тр: Л. Спаллетті Кап: Н. Барелла    |
| 20-3-2025  | Мілан           | Італія    | 1 – 2     | Німеччина            | Ліга націй УЄФА 2024—2025 - чвертьфінал | Сандро Тоналі                                      | Гол. тр: Л. Спаллетті Кап: Д. Доннарумма |
| 23-3-2025  | Дортмунд        | Німеччина | 3 – 3     | Італія               | Ліга націй УЄФА 2024—2025 - чвертьфінал | 2 Мойзе Кен Джакомо Распадорі                      | Гол. тр: Л. Спаллетті Кап: Д. Доннарумма |
| 6-6-2025   | Осло            | Норвегія  | –         | Італія               | Відбір до ЧС 2026                       | -                                                  | Гол. тр: Л. Спаллетті Кап:               |
| 9-6-2025   | Реджо-Емілія    | Італія    | –         | Молдова              | Відбір до ЧС 2026                       | -                                                  | Гол. тр: Л. Спаллетті Кап:               |
| 5-9-2025   | TBD             | Італія    | –         | Естонія              | Відбір до ЧС 2026                       | -                                                  | Гол. тр: Л. Спаллетті Кап:               |
| 8-9-2025   | TBD             | Ізраїль   | –         | Італія               | Відбір до ЧС 2026                       | -                                                  | Гол. тр: Л. Спаллетті Кап:               |
| 11-10-2025 | TBD             | Естонія   | –         | Італія               | Відбір до ЧС 2026                       | -                                                  | Гол. тр: Л. Спаллетті Кап:               |
| 14-10-2025 | TBD             | Італія    | –         | Ізраїль              | Відбір до ЧС 2026                       | -                                                  | Гол. тр: Л. Спаллетті Кап:               |
| 13-11-2025 | TBD             | Молдова   | –         | Італія               | Відбір до ЧС 2026                       | -                                                  | Гол. тр: Л. Спаллетті Кап:               |
| 16-11-2025 | TBD             | Італія    | –         | Норвегія             | Відбір до ЧС 2026                       | -                                                  | Гол. тр: Л. Спаллетті Кап:               |
| Усього     |                 | Матчів    | '         |                      | Голів                                   | '                                                  |                                          |

## Виступи на міжнародних турнірах
Господарі       Переможці       Фіналісти       Третє місце       Четверте місце

### Чемпіонати світу
| Чемпіонати світу з футболу | Чемпіонати світу з футболу | Чемпіонати світу з футболу | Чемпіонати світу з футболу | Чемпіонати світу з футболу | Чемпіонати світу з футболу | Чемпіонати світу з футболу | Чемпіонати світу з футболу | Чемпіонати світу з футболу |     | Кваліфікаційні раунди Чемпіонатів світу з футболу | Кваліфікаційні раунди Чемпіонатів світу з футболу | Кваліфікаційні раунди Чемпіонатів світу з футболу | Кваліфікаційні раунди Чемпіонатів світу з футболу | Кваліфікаційні раунди Чемпіонатів світу з футболу | Кваліфікаційні раунди Чемпіонатів світу з футболу |
| Рік                        | Раунд                      | Місце                      | І                          | В                          | Н                          | П                          | М+                         | М-                         | І   | В                                                 | Н                                                 | П                                                 | М+                                                | М-                                                |                                                   |
| -------------------------- | -------------------------- | -------------------------- | -------------------------- | -------------------------- | -------------------------- | -------------------------- | -------------------------- | -------------------------- | --- | ------------------------------------------------- | ------------------------------------------------- | ------------------------------------------------- | ------------------------------------------------- | ------------------------------------------------- | ------------------------------------------------- |
| 1930                       | не брала участі            | не брала участі            | не брала участі            | не брала участі            | не брала участі            | не брала участі            | не брала участі            | не брала участі            | –   | –                                                 | –                                                 | –                                                 | –                                                 | –                                                 |                                                   |
| 1934                       | чемпіони                   | 1                          | 5                          | 4                          | 1                          | 0                          | 12                         | 3                          | 1   | 1                                                 | 0                                                 | 0                                                 | 4                                                 | 0                                                 |                                                   |
| 1938                       | чемпіони                   | 1                          | 4                          | 4                          | 0                          | 0                          | 11                         | 5                          | –   | –                                                 | –                                                 | –                                                 | –                                                 | –                                                 |                                                   |
| 1950                       | груповий етап              | 7                          | 2                          | 1                          | 0                          | 1                          | 4                          | 3                          | –   | –                                                 | –                                                 | –                                                 | –                                                 | –                                                 |                                                   |
| 1954                       | груповий етап              | 10                         | 3                          | 1                          | 0                          | 2                          | 6                          | 7                          | 2   | 2                                                 | 0                                                 | 0                                                 | 7                                                 | 2                                                 |                                                   |
| 1958                       | не кваліфікувалася         | не кваліфікувалася         | не кваліфікувалася         | не кваліфікувалася         | не кваліфікувалася         | не кваліфікувалася         | не кваліфікувалася         | не кваліфікувалася         | 4   | 2                                                 | 0                                                 | 2                                                 | 5                                                 | 5                                                 |                                                   |
| 1962                       | груповий етап              | 9                          | 3                          | 1                          | 1                          | 1                          | 3                          | 2                          | 2   | 2                                                 | 0                                                 | 0                                                 | 10                                                | 2                                                 |                                                   |
| 1966                       | груповий етап              | 9                          | 3                          | 1                          | 0                          | 2                          | 2                          | 2                          | 6   | 4                                                 | 1                                                 | 1                                                 | 17                                                | 3                                                 |                                                   |
| 1970                       | фіналісти                  | 2                          | 6                          | 3                          | 2                          | 1                          | 10                         | 8                          | 4   | 3                                                 | 1                                                 | 0                                                 | 10                                                | 3                                                 |                                                   |
| 1974                       | груповий етап              | 10                         | 3                          | 1                          | 1                          | 1                          | 5                          | 4                          | 6   | 4                                                 | 2                                                 | 0                                                 | 12                                                | 0                                                 |                                                   |
| 1978                       | четверте місце             | 4                          | 7                          | 4                          | 1                          | 2                          | 9                          | 6                          | 6   | 4                                                 | 2                                                 | 0                                                 | 18                                                | 4                                                 |                                                   |
| 1982                       | чемпіони                   | 1                          | 7                          | 4                          | 3                          | 0                          | 12                         | 6                          | 8   | 5                                                 | 2                                                 | 1                                                 | 12                                                | 5                                                 |                                                   |
| 1986                       | 1/8 фіналу                 | 12                         | 4                          | 1                          | 2                          | 1                          | 5                          | 6                          | –   | –                                                 | –                                                 | –                                                 | –                                                 | –                                                 |                                                   |
| 1990                       | третє місце                | 3                          | 7                          | 6                          | 1                          | 0                          | 10                         | 2                          | –   | –                                                 | –                                                 | –                                                 | –                                                 | –                                                 |                                                   |
| 1994                       | фіналісти                  | 2                          | 7                          | 4                          | 2                          | 1                          | 8                          | 5                          | 10  | 7                                                 | 2                                                 | 1                                                 | 22                                                | 7                                                 |                                                   |
| 1998                       | чвертьфінал                | 5                          | 5                          | 3                          | 2                          | 0                          | 8                          | 3                          | 10  | 6                                                 | 4                                                 | 0                                                 | 13                                                | 2                                                 |                                                   |
| 2002                       | 1/8 фіналу                 | 15                         | 4                          | 1                          | 1                          | 2                          | 5                          | 5                          | 8   | 6                                                 | 2                                                 | 0                                                 | 16                                                | 3                                                 |                                                   |
| 2006                       | чемпіони                   | 1                          | 7                          | 5                          | 2                          | 0                          | 12                         | 2                          | 10  | 7                                                 | 2                                                 | 1                                                 | 17                                                | 8                                                 |                                                   |
| 2010                       | груповий етап              | 26                         | 3                          | 0                          | 2                          | 1                          | 4                          | 5                          | 10  | 7                                                 | 3                                                 | 0                                                 | 18                                                | 7                                                 |                                                   |
| 2014                       | груповий етап              | 22                         | 3                          | 1                          | 0                          | 2                          | 2                          | 3                          | 10  | 6                                                 | 4                                                 | 0                                                 | 19                                                | 9                                                 |                                                   |
| 2018                       | не кваліфікувалася         | не кваліфікувалася         | не кваліфікувалася         | не кваліфікувалася         | не кваліфікувалася         | не кваліфікувалася         | не кваліфікувалася         | не кваліфікувалася         | 12  | 7                                                 | 3                                                 | 2                                                 | 21                                                | 9                                                 |                                                   |
| 2022                       | не кваліфікувалася         | не кваліфікувалася         | не кваліфікувалася         | не кваліфікувалася         | не кваліфікувалася         | не кваліфікувалася         | не кваліфікувалася         | не кваліфікувалася         | 9   | 4                                                 | 4                                                 | 1                                                 | 13                                                | 3                                                 |                                                   |
| Усього                     | 4 титули                   | 18/22                      | 83                         | 45                         | 21                         | 17                         | 128                        | 77                         | 118 | 78                                                | 30                                                | 10                                                | 234                                               | 72                                                |                                                   |

- — країна-господар фінального турніру

### Чемпіонати Європи
| Чемпіонати Європи з футболу | Чемпіонати Європи з футболу | Чемпіонати Європи з футболу | Чемпіонати Європи з футболу | Чемпіонати Європи з футболу | Чемпіонати Європи з футболу | Чемпіонати Європи з футболу | Чемпіонати Європи з футболу | Чемпіонати Європи з футболу |
| Рік                         | Раунд                       | Місце                       | І                           | В                           | Н                           | П                           | М+                          | М-                          |
| --------------------------- | --------------------------- | --------------------------- | --------------------------- | --------------------------- | --------------------------- | --------------------------- | --------------------------- | --------------------------- |
| 1960                        | не брала участі             | не брала участі             | не брала участі             | не брала участі             | не брала участі             | не брала участі             | не брала участі             | не брала участі             |
| 1964                        | не кваліфікувалася          | не кваліфікувалася          | не кваліфікувалася          | не кваліфікувалася          | не кваліфікувалася          | не кваліфікувалася          | не кваліфікувалася          | не кваліфікувалася          |
| 1968                        | чемпіони                    | 1                           | 3                           | 1                           | 2                           | 0                           | 3                           | 1                           |
| 1972                        | не кваліфікувалася          | не кваліфікувалася          | не кваліфікувалася          | не кваліфікувалася          | не кваліфікувалася          | не кваліфікувалася          | не кваліфікувалася          | не кваліфікувалася          |
| 1976                        | не кваліфікувалася          | не кваліфікувалася          | не кваліфікувалася          | не кваліфікувалася          | не кваліфікувалася          | не кваліфікувалася          | не кваліфікувалася          | не кваліфікувалася          |
| 1980                        | четверте місце              | 4                           | 4                           | 1                           | 3                           | 0                           | 2                           | 1                           |
| 1984                        | не кваліфікувалася          | не кваліфікувалася          | не кваліфікувалася          | не кваліфікувалася          | не кваліфікувалася          | не кваліфікувалася          | не кваліфікувалася          | не кваліфікувалася          |
| 1988                        | півфінал                    | 4                           | 4                           | 2                           | 1                           | 1                           | 4                           | 3                           |
| 1992                        | не кваліфікувалася          | не кваліфікувалася          | не кваліфікувалася          | не кваліфікувалася          | не кваліфікувалася          | не кваліфікувалася          | не кваліфікувалася          | не кваліфікувалася          |
| 1996                        | груповий етап               | 10                          | 3                           | 1                           | 1                           | 1                           | 3                           | 3                           |
| 2000                        | фіналісти                   | 2                           | 6                           | 4                           | 1                           | 1                           | 9                           | 4                           |
| 2004                        | груповий етап               | 9                           | 3                           | 1                           | 2                           | 0                           | 3                           | 2                           |
| 2008                        | чвертьфінал                 | 8                           | 4                           | 1                           | 2                           | 1                           | 3                           | 4                           |
| 2012                        | фіналісти                   | 2                           | 6                           | 2                           | 3                           | 1                           | 6                           | 7                           |
| 2016                        | чвертьфінал                 | 5                           | 5                           | 3                           | 1                           | 1                           | 6                           | 2                           |
| 2020                        | чемпіони                    | 1                           | 7                           | 5                           | 2                           | 0                           | 13                          | 4                           |
| 2024                        | 1/8 фіналу                  | ?                           | 4                           | 1                           | 1                           | 2                           | 3                           | 5                           |
| Усього                      | 2 титули                    | 11/17                       | 49                          | 22                          | 19                          | 8                           | 55                          | 36                          |

- — країна-господар фінального турніру

### Розіграші Кубка Конфедерацій
| Розіграші Кубка Конфедерацій | Розіграші Кубка Конфедерацій | Розіграші Кубка Конфедерацій | Розіграші Кубка Конфедерацій | Розіграші Кубка Конфедерацій | Розіграші Кубка Конфедерацій | Розіграші Кубка Конфедерацій | Розіграші Кубка Конфедерацій | Розіграші Кубка Конфедерацій |
| Рік                          | Раунд                        | І                            | В                            | Н                            | П                            | М+                           | М-                           |                              |
| ---------------------------- | ---------------------------- | ---------------------------- | ---------------------------- | ---------------------------- | ---------------------------- | ---------------------------- | ---------------------------- | ---------------------------- |
| 1997                         | не кваліфікувалася           | -                            | -                            | -                            | -                            | -                            | -                            |                              |
| 1999                         | не кваліфікувалася           | -                            | -                            | -                            | -                            | -                            | -                            |                              |
| 2001                         | не кваліфікувалася           | -                            | -                            | -                            | -                            | -                            | -                            |                              |
| 2003                         | не кваліфікувалася           | -                            | -                            | -                            | -                            | -                            | -                            |                              |
| 2005                         | не кваліфікувалася           | -                            | -                            | -                            | -                            | -                            | -                            |                              |
| 2009                         | перший раунд                 | 3                            | 1                            | 0                            | 2                            | 3                            | 5                            |                              |
| 2013                         | 3-є місце                    | 5                            | 3                            | 0                            | 2                            | 10                           | 10                           |                              |
| 2017                         | не кваліфікувалася           | -                            | -                            | -                            | -                            | -                            | -                            |                              |
| Усього                       | 2/7                          | 8                            | 4                            | 0                            | 4                            | 13                           | 15                           |                              |

### Ліга націй УЄФА
| Ліга націй УЄФА | Ліга націй УЄФА | Ліга націй УЄФА | Ліга націй УЄФА | Ліга націй УЄФА | Ліга націй УЄФА | Ліга націй УЄФА | Ліга націй УЄФА | Ліга націй УЄФА | Ліга націй УЄФА | Ліга націй УЄФА | Ліга націй УЄФА    | Ліга націй УЄФА | Ліга націй УЄФА | Ліга націй УЄФА | Ліга націй УЄФА | Ліга націй УЄФА | Ліга націй УЄФА | Ліга націй УЄФА | Ліга націй УЄФА | Ліга націй УЄФА | Ліга націй УЄФА |
| Груповий етап   | Груповий етап   | Груповий етап   | Груповий етап   | Груповий етап   | Груповий етап   | Груповий етап   | Груповий етап   | Груповий етап   | Груповий етап   | Груповий етап   | Груповий етап      |                 | Фінал чотирьох  | Фінал чотирьох  | Фінал чотирьох  | Фінал чотирьох  | Фінал чотирьох  | Фінал чотирьох  | Фінал чотирьох  | Фінал чотирьох  |                 |
| Рік             | Ліга            | Група           | Міс             | І               | В               | Н               | П               | М+              | М-              | П/П             | Рей                | Рік             | Міс             | І               | В               | Н               | П               | М+              | М-              |                 |                 |
| --------------- | --------------- | --------------- | --------------- | --------------- | --------------- | --------------- | --------------- | --------------- | --------------- | --------------- | ------------------ | --------------- | --------------- | --------------- | --------------- | --------------- | --------------- | --------------- | --------------- | --------------- | --------------- |
| 2018–19         | A               | 3               | 2-е             | 4               | 1               | 2               | 1               | 2               | 2               | Same position   | 8-е                | 2019            | не вийшла       | не вийшла       | не вийшла       | не вийшла       | не вийшла       | не вийшла       | не вийшла       |                 |                 |
| 2020–21         | A               | 1               | 1-е             | 6               | 3               | 3               | 0               | 7               | 2               | Same position   | 3-є                | 2021            | 3-є             | 2               | 1               | 0               | 1               | 3               | 3               |                 |                 |
| 2022–23         | A               | 3               | 1-е             | 6               | 3               | 2               | 1               | 8               | 7               | Same position   | 3-є                | 2023            | 3-є             | 2               | 1               | 0               | 1               | 4               | 4               |                 |                 |
| 2024–25         | A               | 2               | 2-е             | 8               | 4               | 2               | 2               | 17              | 13              | Same position   | 5-е (чвертьфінали) | 2025            | не вийшла       | не вийшла       | не вийшла       | не вийшла       | не вийшла       | не вийшла       | не вийшла       | не вийшла       |                 |
| Разом           | Разом           | Разом           | Разом           | 24              | 11              | 9               | 4               | 34              | 24              | 6-е             | 6-е                | Разом           | Разом           | 4               | 2               | 0               | 2               | 7               | 7               |                 |                 |

## Титули
| - Чемпіонати світу - Переможець (4): 1934, 1938, 1982, 2006 - Срібний призер (2): 1970, 1994 - Бронзовий призер (1): 1990 - Четверте місце (1): 1978 | - Чемпіонати Європи - Переможець (2): 1968, 2020 - Срібний призер (2): 2000, 2012 - Четверте місце (1): 1980 - Півфіналіст (1): 1988 | - Олімпійські ігри - Переможець (1): 1936 - Бронзовий призер (2): 1928, 2004 - Кубок Центральної Європи - Переможець (2): 1927–30, 1933–35 - Срібний призер (1): 1931–32 |

## Зведена статистика виступів
Станом на 13 квітня 2025 року національна збірна Італії взяла участь у 887 офіційних матчах, у 472 з яких вийшла переможцем:
| Турнір                        | Ігри | Перемоги | Нічиї | Поразки | % перемог | Забиті голи | Пропущені голи | Різниця голів |
| ----------------------------- | ---- | -------- | ----- | ------- | --------- | ----------- | -------------- | ------------- |
| Товариські матчі              | 405  | 198      | 116   | 91      | 48,89 %   | 682         | 449            | +233          |
| Міжнародний кубок             | 46   | 21       | 11    | 14      | 45,65 %   | 84          | 70             | +14           |
| Кубок конфедерацій            | 8    | 3        | 2     | 3       | 37,50 %   | 13          | 15             | -2            |
| Олімпійські ігри              | 23   | 14       | 1     | 8       | 60,87 %   | 71          | 38             | +33           |
| Відбір до чемпіонатів Європи  | 126  | 78       | 32    | 16      | 61,90 %   | 240         | 85             | +155          |
| Чемпіонати Європи             | 49   | 22       | 19    | 8       | 44,90 %   | 55          | 36             | +19           |
| Відбір до чемпіонатів світу   | 118  | 78       | 30    | 10      | 66,10 %   | 234         | 72             | +162          |
| Чемпіонати світу              | 83   | 45       | 21    | 17      | 54,22 %   | 128         | 77             | +51           |
| Ліга націй                    | 28   | 13       | 9     | 6       | 46,43 %   | 41          | 31             | +10           |
| Кубок чемпіонів КОНМЕБОЛ–УЄФА | 1    | 0        | 0     | 1       | 0,00 %    | 0           | 3              | -3            |
| Усього                        | 887  | 472      | 241   | 174     | 53,21%    | 1548        | 876            | +672          |

## Головні тренери

### Топ-10 головних тренерів
| #  | Тренер               | Ігор | % перемог | В  | Н  | П  | Роки                    | Днів на посаді |
| -- | -------------------- | ---- | --------- | -- | -- | -- | ----------------------- | -------------- |
| 1  | Енцо Беардзот        | 104  | 49,0 %    | 51 | 28 | 25 | 1975—1986               | 3794           |
| 2  | Вітторіо Поццо       | 97   | 67,0 %    | 65 | 17 | 15 | 1912, 21, 24, 1929—1948 | 6927           |
| 3  | Роберто Манчіні      | 61   | 60,7 %    | 37 | 15 | 9  | 2018—2023               | 1916           |
| 4  | Ферруччо Валькареджі | 58   | 51,7 %    | 30 | 22 | 6  | 1966—1974               | 2701           |
| 5  | Марчелло Ліппі       | 56   | 50,0 %    | 28 | 21 | 7  | 2004—2006, 2008—2010    | 1456           |
| 6  | Чезаре Пранделлі     | 56   | 41,1 %    | 23 | 20 | 13 | 2010—2014               | 1455           |
| 7  | Адзельйо Вічіні      | 54   | 59,3 %    | 32 | 15 | 7  | 1986—1991               | 1831           |
| 8  | Арріго Саккі         | 53   | 64,2 %    | 34 | 11 | 8  | 1991—1996               | 1821           |
| 9  | Джованні Трапаттоні  | 44   | 56,8 %    | 25 | 12 | 7  | 2000—2004               | 1470           |
| 10 | Аугусто Рангоне      | 36   | 41,7 %    | 15 | 11 | 10 | 1922—1928               | 1339           |

### Повна хронологія
З моменту заснування збірної Італії відповідальність за її функціонування і підготовку було покладено Італійською федерацією футболу на спеціальну комісію, що в різні періоди об'єднувала тренерів клубних команд, арбітрів та, навіть, спортивних журналістів. Цей колегіальний орган, по суті Тренерська рада, носив офіційну назву «Технічна комісія» (італ. Commissione tecnica), а її члени іменувалися технічними комісарами (італ. commissario tecnico). Офіційною назвою посади головного тренера італійської футбольної збірної і донині лишається саме «технічний комісар».
Першим одноосібним головним тренером збірної Італії був Вітторіо Поццо, який у такому статусі очолював команду на Олімпійських іграх 1912 та 1924 років. Практика призначення тренерських рад востаннє застосовувалася у 1950-х роках, хоча й по тому було декілька періодів, коли збірна не мала одноосібного керівника. Натомість у такі періоди її очолювали тренерські тандеми, в яких зазвичай один тренер відповідав за тактику, а другий за фізичну підготовку. З 1977 року тренерський штаб збірної незмінно має одного очільника.
| Роки      | Тренер                                                                                     | Ігри | Змагання                                                                                  |
| --------- | ------------------------------------------------------------------------------------------ | ---- | ----------------------------------------------------------------------------------------- |
| 1910—1912 | Тренерські ради (тренер — Умберто Меацца)                                                  | 7    |                                                                                           |
| 1912      | Вітторіо Поццо                                                                             | 3    | ОІ 1912 (перший етап)                                                                     |
| 1912—1924 | Тренерські ради (тренери — Умберто Меацца, Джузеппе Мілано, Ніно Резеготті)                | 30   | ОІ 1920 (чвертьфінал)                                                                     |
| 1924      | Вітторіо Поццо                                                                             | 5    | ОІ 1924 (чвертьфінал)                                                                     |
| 1924—1925 | Тренерська рада (тренер — Аугусто Рангоне)                                                 | 6    | ОІ 1928 (третє місце)                                                                     |
| 1925—1928 | Аугусто Рангоне                                                                            | 24   |                                                                                           |
| 1928—1929 | Карло Каркано                                                                              | 6    |                                                                                           |
| 1929—1948 | Вітторіо Поццо                                                                             | 87   | ЧС 1934 (чемпіони) ОІ 1936 (чемпіони) ЧС 1938 (чемпіони) ОІ 1948 (чвертьфінал)            |
| 1949—1951 | Тренерські ради (тренери — Ферруччо Ново, Карліно Беретта)                                 | 14   | ЧС 1950 (груповий етап)                                                                   |
| 1952—1953 | Карліно Беретта та Джузеппе Меацца                                                         | 8    | ОІ 1952 (1/8 фіналу)                                                                      |
| 1953—1959 | Тренерські ради (тренери — Сільвіо Піола, Альфредо Фоні, Джузеппе Віані, Джованні Феррарі) | 32   | ЧС 1954 (груповий етап)                                                                   |
| 1960      | Джузеппе Віані                                                                             | 2    |                                                                                           |
| 1960—1961 | Джованні Феррарі                                                                           | 6    |                                                                                           |
| 1962      | Паоло Мацца та Джованні Феррарі                                                            | 5    | ЧС 1962 (груповий етап)                                                                   |
| 1962—1966 | Едмондо Фаббрі                                                                             | 29   | ЧС 1966 (груповий етап)                                                                   |
| 1966—1967 | Еленіо Еррера та Ферруччо Валькареджі                                                      | 4    |                                                                                           |
| 1967—1974 | Ферруччо Валькареджі                                                                       | 54   | ЧЄ 1968 (чемпіони) ЧС 1970 (віце-чемпіони) ЧС 1974 (груповий етап)                        |
| 1974—1975 | Фульвіо Бернардіні                                                                         | 6    |                                                                                           |
| 1975—1977 | Фульвіо Бернардіні та Енцо Беардзот                                                        | 16   |                                                                                           |
| 1977—1986 | Енцо Беардзот                                                                              | 88   | ЧС 1978 (четверте місце) ЧЄ 1980 (четверте місце) ЧС 1982 (чемпіони) ЧС 1986 (1/8 фіналу) |
| 1986—1991 | Адзельйо Вічіні                                                                            | 54   | ЧЄ 1988 (півфінал) ЧС 1990 (третє місце)                                                  |
| 1991—1996 | Арріго Саккі                                                                               | 53   | ЧС 1994 (віце-чемпіони) ЧЄ 1996 (груповий етап)                                           |
| 1997—1998 | Чезаре Мальдіні                                                                            | 20   | ЧС 1998 (чвертьфінал)                                                                     |
| 1998—2000 | Діно Дзофф                                                                                 | 23   | ЧЄ 2000 (віце-чемпіони)                                                                   |
| 2000—2004 | Джованні Трапаттоні                                                                        | 44   | ЧС 2002 (1/8 фіналу) ЧЄ 2004 (груповий етап)                                              |
| 2004—2006 | Марчелло Ліппі                                                                             | 29   | ЧС 2006 (чемпіони)                                                                        |
| 2006—2008 | Роберто Донадоні                                                                           | 23   | ЧЄ 2008 (чвертьфінал)                                                                     |
| 2008—2010 | Марчелло Ліппі                                                                             | 27   | ЧС 2010 (груповий етап)                                                                   |
| 2010—2014 | Чезаре Пранделлі                                                                           | 56   | ЧЄ 2012 (віце-чемпіони) ЧС 2014 (груповий етап)                                           |
| 2014—2016 | Антоніо Конте                                                                              | 25   | ЧЄ 2016 (чвертьфінал)                                                                     |
| 2016—2017 | Джамп'єро Вентура                                                                          | 16   |                                                                                           |
| 2018      | Луїджі Ді Б'яджо (виконувач обов'язків)                                                    | 2    |                                                                                           |
| 2018—2023 | Роберто Манчіні                                                                            | 61   | ЧЄ 2020 (чемпіони)                                                                        |
| 2023—     | Лучано Спаллетті                                                                           | 22   | ЧЄ 2024 (1/8 фіналу)                                                                      |

## Гравці збірної

### Поточний склад
Наступні 26 гравців були оголошені у списку збірної для участі у Євро-2024.
Вік гравців наведено на день початку змагання (14 червня 2024 року), дані про кількість матчів і голів — на 17 травня 2024 року.
| №  | Поз. | Гравець                         | Дата народження (вік)            | Ігри | Голи | Клуб              |
| -- | ---- | ------------------------------- | -------------------------------- | ---- | ---- | ----------------- |
| 1  | ВР   | Джанлуїджі Доннарумма (капітан) | 25 лютого 1999 (вік 25 років)    | 61   | 0    | Парі Сен-Жермен   |
| 2  | ЗХ   | Джованні Ді Лоренцо             | 4 серпня 1993 (вік 30 років)     | 35   | 3    | Наполі            |
| 3  | ЗХ   | Федеріко Дімарко                | 10 листопада 1997 (вік 26 років) | 18   | 2    | Інтернаціонале    |
| 4  | ЗХ   | Алессандро Буонджорно           | 6 червня 1999 (вік 25 років)     | 3    | 0    | Торіно            |
| 5  | ЗХ   | Ріккардо Калафіорі              | 19 травня 2002 (вік 22 роки)     | 1    | 0    | Болонья           |
| 6  | ЗХ   | Федеріко Гатті                  | 24 червня 1998 (вік 25 років)    | 3    | 0    | Ювентус           |
| 7  | ПЗ   | Давіде Фраттезі                 | 22 вересня 1999 (вік 24 роки)    | 14   | 4    | Інтернаціонале    |
| 8  | ПЗ   | Жоржиньйо                       | 20 грудня 1991 (вік 32 роки)     | 53   | 5    | Арсенал (Лондон)  |
| 9  | НП   | Джанлука Скамакка               | 1 січня 1999 (вік 25 років)      | 15   | 1    | Аталанта          |
| 10 | ПЗ   | Лоренцо Пеллегріні              | 19 червня 1996 (вік 27 років)    | 29   | 6    | Рома              |
| 11 | НП   | Джакомо Распадорі               | 18 лютого 2000 (вік 24 роки)     | 27   | 6    | Наполі            |
| 12 | ВР   | Гульєльмо Вікаріо               | 7 жовтня 1996 (вік 27 років)     | 2    | 0    | Тоттенгем Готспур |
| 13 | ЗХ   | Маттео Дарміан                  | 2 грудня 1989 (вік 34 роки)      | 42   | 2    | Інтернаціонале    |
| 14 | НП   | Федеріко К'єза                  | 25 жовтня 1997 (вік 26 років)    | 46   | 7    | Ювентус           |
| 15 | ЗХ   | Рауль Белланова                 | 17 травня 2000 (вік 24 роки)     | 1    | 0    | Торіно            |
| 16 | ПЗ   | Браян Крістанте                 | 3 березня 1995 (вік 29 років)    | 39   | 2    | Рома              |
| 17 | ЗХ   | Джанлука Манчіні                | 17 квітня 1996 (вік 28 років)    | 13   | 0    | Рома              |
| 18 | ПЗ   | Ніколо Барелла                  | 7 лютого 1997 (вік 27 років)     | 53   | 9    | Інтернаціонале    |
| 19 | НП   | Матео Ретегі                    | 29 квітня 1999 (вік 25 років)    | 7    | 4    | Дженоа            |
| 20 | НП   | Маттія Дзакканьї                | 16 червня 1995 (вік 28 років)    | 5    | 0    | Лаціо             |
| 21 | ПЗ   | Ніколо Фаджолі                  | 12 лютого 2001 (вік 23 роки)     | 2    | 0    | Ювентус           |
| 22 | НП   | Стефан Ель-Шаараві              | 27 жовтня 1992 (вік 31 рік)      | 31   | 7    | Рома              |
| 23 | ЗХ   | Алессандро Бастоні              | 13 квітня 1999 (вік 25 років)    | 23   | 1    | Інтернаціонале    |
| 24 | ЗХ   | Андреа Камб'язо                 | 20 лютого 2000 (вік 24 роки)     | 3    | 0    | Ювентус           |
| 25 | ПЗ   | Мікаель Фолоруншо               | 7 лютого 1998 (вік 26 років)     | 0    | 0    | Верона            |
| 26 | ВР   | Алекс Мерет                     | 22 березня 1997 (вік 27 років)   | 3    | 0    | Наполі            |

### Склади збірної на міжнародних турнірах

#### Олімпійські ігри
Протягом 1912—1952 років національна збірна Італії представляла країну на футбольних турнірах в рамках Літніх Олімпійських ігор. З огляду на існуючу на той час вимогу Міжнародного олімпійського комітету щодо непрофесійного статусу спортсменів-учасників Олімпіад та зважаючи на зародження в Італії професійного футболу, збірна Італії на Олімпійських іграх, починаючи з кінця 1920-х років, не мала у своєму складі найсильніших футболістів країни. Натомість честь країни на Олімпіадах того періоду захищали спортсмени-аматори. Однак їх підготовкою займався головний тренер національної збірної і результати їх виступів включалися до загальної статистики головної команди країни.
На Літніх Олімпійських ігор 1960 року Італію вже представляла молодіжна збірна країни, надалі участь у цих змаганнях бере спеціально створена 1967 року Олімпійська збірна Італії, що являє собою молодіжну збірну з віковим обмеженням до 23 років, посилену щонайбільше трьома досвідченішими футболістами.

### Рекордсмени збірної

#### За кількістю ігор

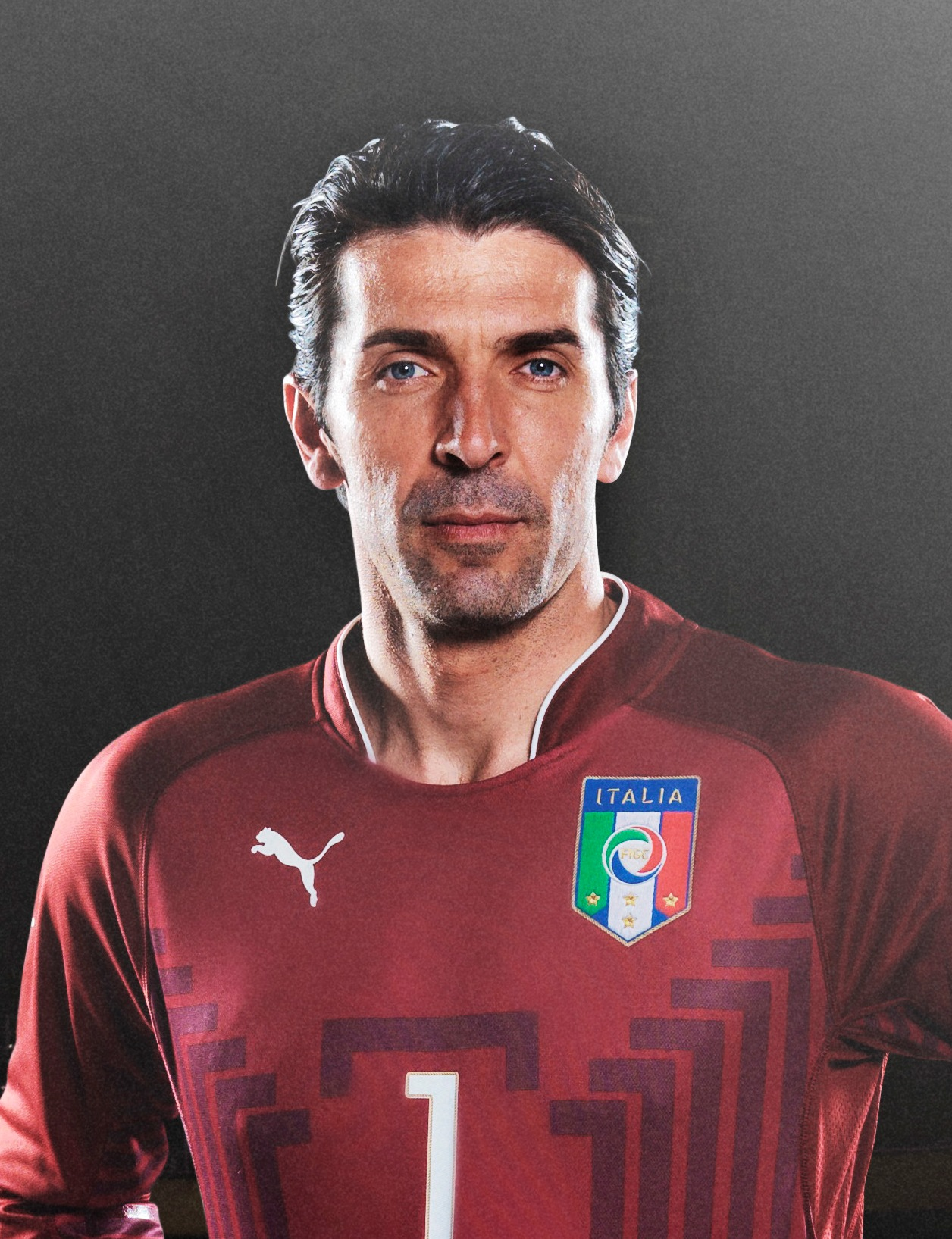
Джанлуїджі Буффон, рекордсмен за кількістю матчів у складі збірної Італії.

Наразі рекордсменом збірної Італії за кількістю проведених у її складі офіційних матчів є воротар Джанлуїджі Буффон, який протягом двадцяти одного року (з 1998 по 2018) виходив на поле у формі головної команди країни у 176 іграх.
| №  | Гравець             | Матчів | Голів | Роки      |
| -- | ------------------- | ------ | ----- | --------- |
| 1  | Джанлуїджі Буффон   | 176    | -146  | 1997–2018 |
| 2  | Фабіо Каннаваро     | 136    | 2     | 1997–2010 |
| 3  | Паоло Мальдіні      | 126    | 7     | 1988–2002 |
| 4  | Леонардо Бонуччі    | 121    | 8     | 2010–2023 |
| 5  | Джорджо К'єлліні    | 117    | 8     | 2004–2022 |
| 5  | Данієле Де Россі    | 117    | 21    | 2004–2017 |
| 7  | Андреа Пірло        | 116    | 13    | 2002–2015 |
| 8  | Діно Дзофф          | 112    | -84   | 1968–1983 |
| 9  | Джанлука Дзамбротта | 98     | 2     | 1999–2010 |
| 10 | Джачінто Факкетті   | 94     | 3     | 1963–1977 |

#### За кількістю забитих голів

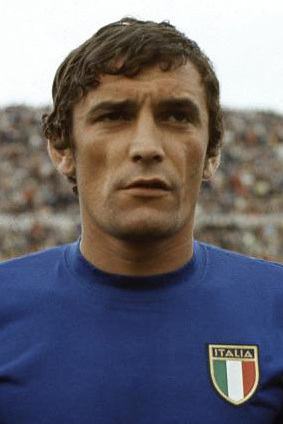
Найкращий бомбардир в історії збірної Італії Луїджі Ріва

Довгий час пальму першості за кількістю голів, забитих у складі італійської збірної, утримував зірковий нападник міланського «Інтернаціонале» 1930-х років Джузеппе Меацца, на рахунку якого 33 результативні удари по воротах суперників італійців. Втім на початку 1970-х досягнення Меацци вдалося спочатку повторити, а згодом й перевершити Луїджі Ріві, гравцеві, що представляв у збірній сардинський клуб «Кальярі». Бомбардирський здобуток Ріви в іграх за національну збірну — 35 голів, у тому числі два хет-трики та один покер.
| № | Гравець               | Матчів | Голів | Голів/матч | Роки      |
| - | --------------------- | ------ | ----- | ---------- | --------- |
| 1 | Луїджі Ріва           | 42     | 35    | 0,83       | 1965–1974 |
| 2 | Джузеппе Меацца       | 53     | 33    | 0,62       | 1930–1939 |
| 3 | Сільвіо Піола         | 34     | 30    | 0,88       | 1935–1952 |
| 4 | Роберто Баджо         | 56     | 27    | 0,48       | 1988–2004 |
| 4 | Алессандро Дель П'єро | 91     | 27    | 0,30       | 1995–2008 |
| 6 | Адольфо Балонч'єрі    | 47     | 25    | 0,53       | 1920–1930 |
| 6 | Філіппо Індзагі       | 57     | 25    | 0,44       | 1997–2007 |
| 6 | Алессандро Альтобеллі | 61     | 25    | 0,41       | 1980–1988 |
| 9 | Крістіан Вьєрі        | 49     | 23    | 0,47       | 1997–2005 |
| 9 | Франческо Граціані    | 64     | 23    | 0,36       | 1975–1983 |

#### За кількістю ігор в ролі капітана

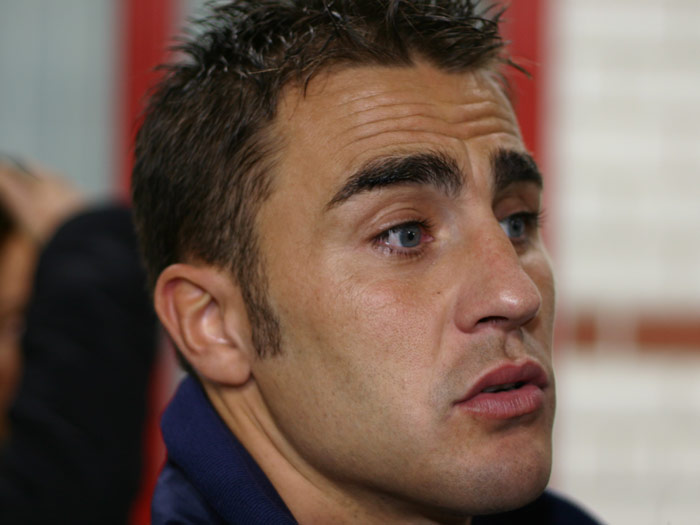
Фабіо Каннаваро, на рахунку якого 136 матчів у складі збірної Італії, у тому числі 79 — з капітанською пов'язкою.

Рекордсмен збірної Італії за кількістю ігор Джанлуїджі Буффон, проведених як капітан команди, 80 разів виводив команду на поле з капітанською пов'язкою.
| № | Гравець           | Матчів | Голів | Капітан | Роки      |
| - | ----------------- | ------ | ----- | ------- | --------- |
| 1 | Джанлуїджі Буффон | 176    | 0     | 80      | 1997–2018 |
| 2 | Фабіо Каннаваро   | 136    | 2     | 79      | 1997–2010 |
| 3 | Паоло Мальдіні    | 126    | 7     | 74      | 1988–2002 |
| 4 | Джачінто Факкетті | 94     | 3     | 70      | 1963–1977 |
| 5 | Діно Дзофф        | 112    | 0     | 59      | 1968–1983 |